# Ätna

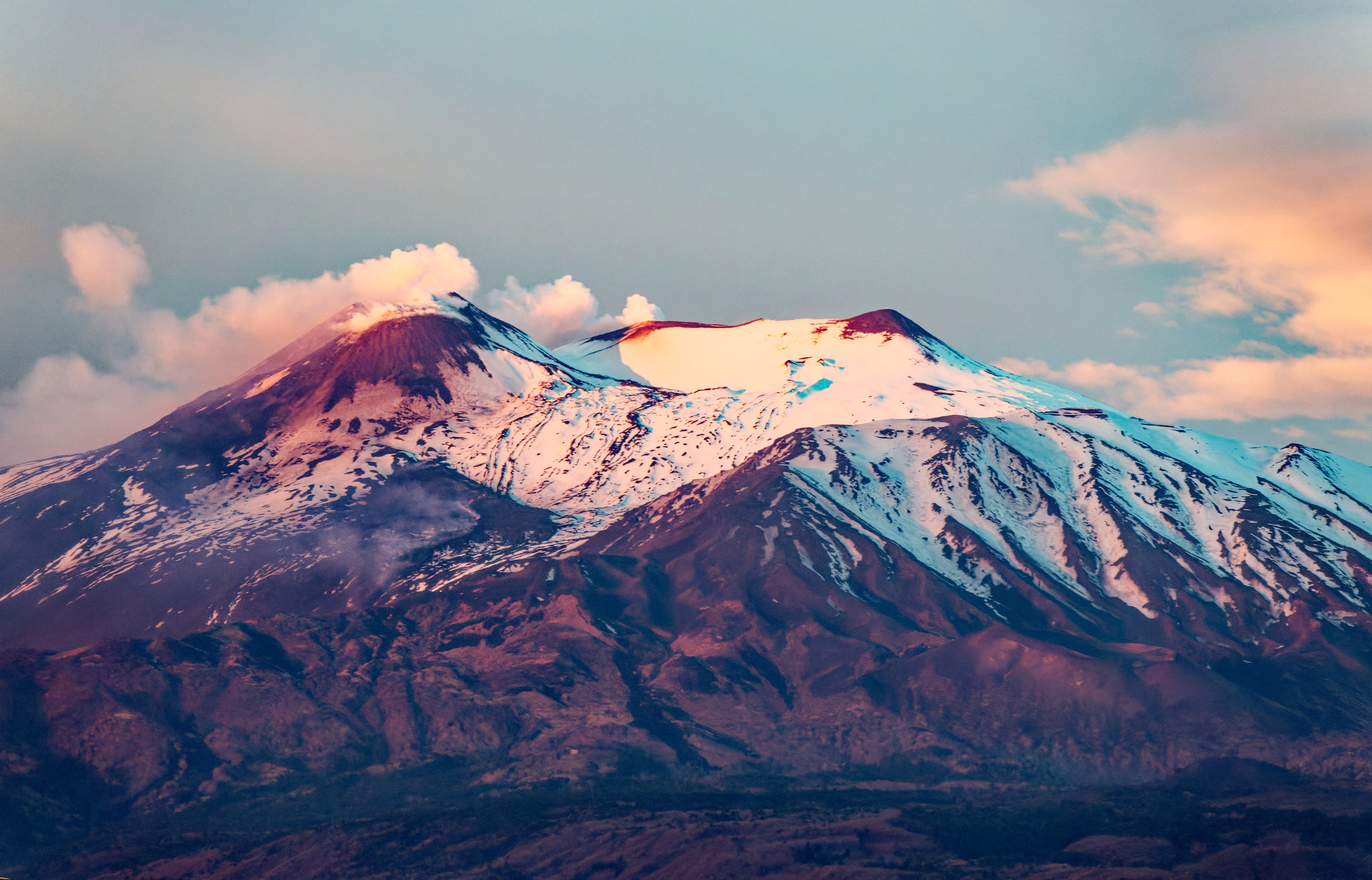
Der Ätna bei Sonnenaufgang von Osten gesehen

Der Ätna (italienisch Etna oder auch Mongibello) ist mit rund 3403 Meter (2024) über dem Meeresspiegel der höchste aktive Vulkan Europas. Er liegt auf der italienischen Insel Sizilien in der Verwaltungseinheit der Metropolitanstadt Catania. Im Juni 2013 hat die UNESCO den Ätna in die Liste des Weltnaturerbes aufgenommen.

## Etymologie
Im Italienischen heißt der Vulkan Etna (Maskulinum). Die lokale Bevölkerung bezieht sich auf den Vulkan aber im Femininum, das sich erhalten hat aus der antiken Magna Graecia, als der Name der sizilischen Nymphe Αἴτνη (Aitne) auf den Berg übertragen wurde.  Der Name wird etymologisch in der Regel aus dem indogermanischen *aidh- („brennen“) hergeleitet. Da die Lautverschiebung des „dh“ zu „t“ weder aus der Sprachgeschichte des Griechischen (Name altgriechisch Αἴτνη Aitnē) noch aus der des West-Italischen hergeleitet werden kann, wird vermutet, dass das Wort der älteren Sprachschicht der ursprünglichen Bewohner Siziliens (Sikanen) vor der Besiedlung durch die Griechen entstammt. In der Umgangssprache hat der Ätna auch den Namen „Mongibello“, abgeleitet aus lateinisch „mons“ (davon italienisch „monte“) und arabisch „djebel“ (جبل), was beides einfach „Berg“ bedeutet.

## Geografie

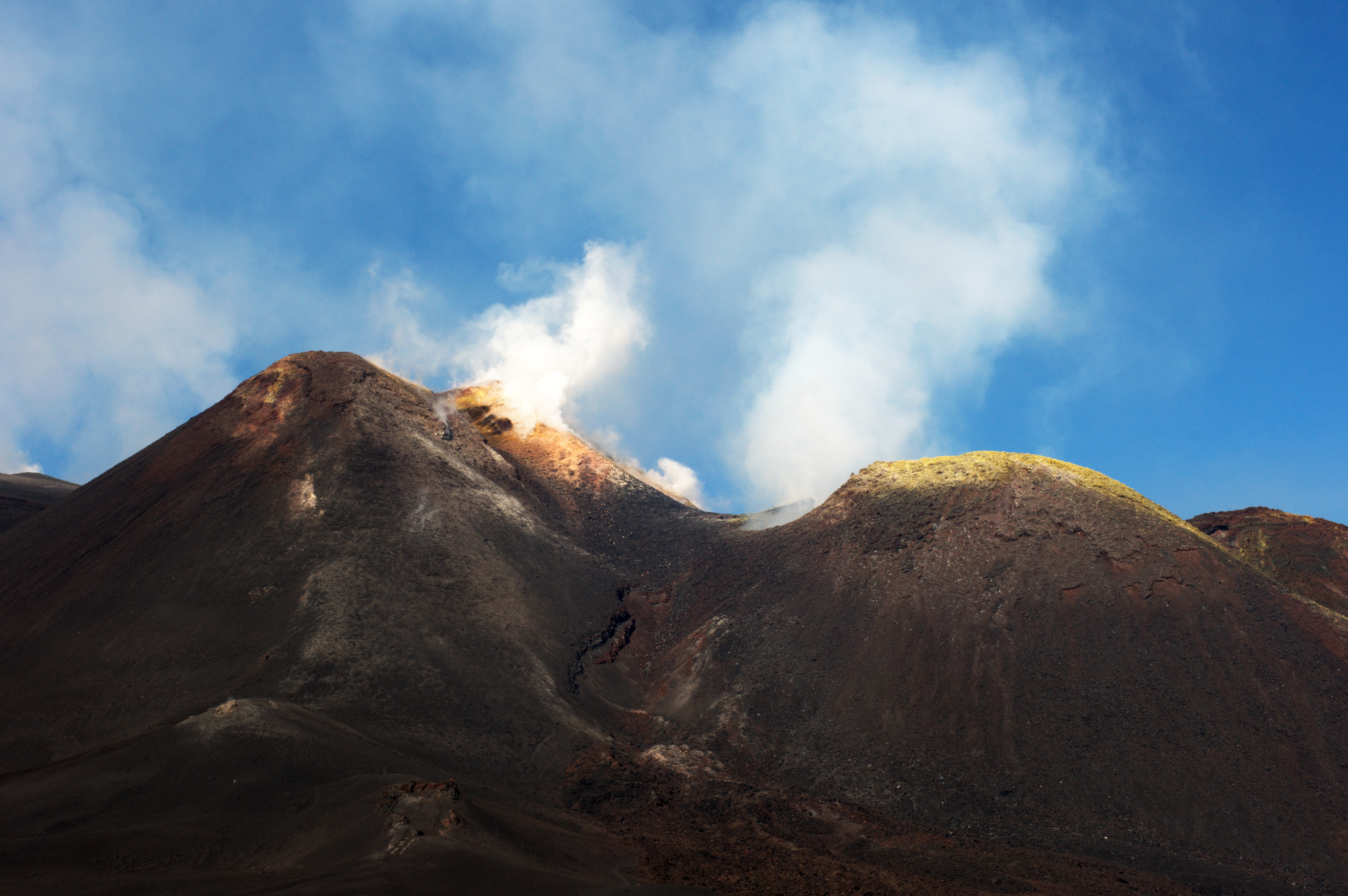
Gipfel des Ätna von Süden gesehen

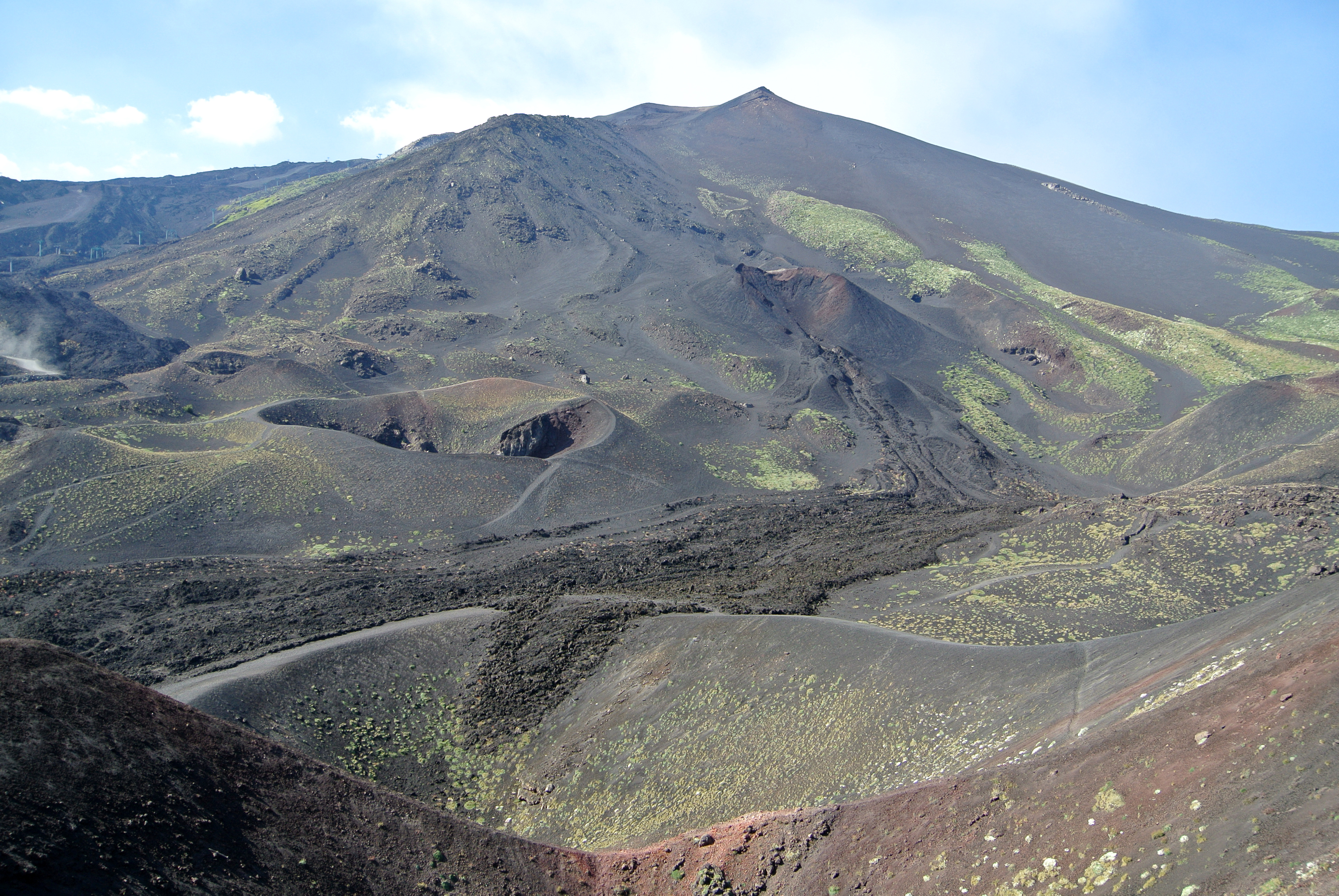
Die Südflanke des Ätna mit Nebenkratern

Der Ätna, dessen vulkanische Produkte eine Fläche von etwa 1170 Quadratkilometer und ein Volumen von rund 530 Kubikkilometer einnehmen, ist Europas größter tätiger Vulkan. Der nach allen Seiten hin freistehende Berg erhebt sich bis auf die dreifache Höhe der ihn umgebenden Gebirgszüge. Naturgemäß bleibt seine Höhe nicht konstant. Sie liegt je nach den Folgen der vorangegangenen Aktivität zwischen 3200 und 3350 Metern.
Der Ätna hat vier Gipfelkrater:
- den Hauptkrater,
- den direkt daneben liegenden Krater „Bocca Nuova“ (neuer Schlund) von 1968 sowie
- den Nordostkrater von 1911 und den Südostkrater von 1979, die etwas abseits des Hauptkraters liegen.

Der Ausstoß von Lava bei einem Ausbruch erfolgt aber meistens nicht über die Gipfelkrater, sondern an den Flanken des Bergkegels. Im Laufe der Jahrtausende haben sich dadurch mittlerweile etwa 400 Nebenkrater gebildet, wie 1892 die Silvestri-Berge.

## Geologie
Der Ätna liegt in einer Zone hoher vulkanischer und seismischer Aktivität, die durch die Subduktion der afrikanischen unter die europäischen Kontinentalplatten verursacht wird. Andere Beispiele für von diesem tektonischen Prozess hervorgerufenen Vulkanismus sind der Vesuv und die Liparischen Inseln. Während die Geohistorie des Gebietes im Detail unklar ist, erscheint es als sicher, dass sich die vulkanische Aktivität in Sizilien seit dem mittleren Pleistozän auf den Bereich des heutigen Ätnas am Schnittpunkt dreier Bruchlinien der erwähnten Subduktionszone konzentriert.
Hier entstand vor etwa 500.000 Jahren der Ätna. Damals begann der Vulkanismus im Bereich des heutigen Ätna. Die vulkanischen Aktivitäten erstreckten sich über einen Zeitraum von rund 300.000 Jahren und dauern bis heute an. Die vulkanische Tätigkeit begann zunächst mit submarinen Vulkanausbrüchen, die Hyaloklastite und Kissenlaven produzierten. Der Festlandssockel, auf dem sich heutzutage der Ätna erhebt, war zu dieser Zeit eine große Meeresbucht. Erst später hob sich das Land.
Der Aufbau des eigentlichen Stratovulkan-Komplexes jedoch begann erst vor etwa 100.000 Jahren. Das ältere Mongibello-Stadium, in dem der ältere Teil des heutigen Ätna entstand, wird im ausgehenden Pleistozän vor etwa 10.000 bis 8000 Jahren angesetzt. Das jüngere Mongibello-Stadium des heute noch tätigen Vulkans begann vor spätestens 3000 Jahren. Diese Zeitangaben beruhen überwiegend auf Radiokohlenstoffdatierungen von verschütteten organischen Materialien.
Der heutige Ätna liegt dabei einem isostatisch aufsteigenden Sockel aus Sedimenten auf, die kreidezeitlichen bis quartären Alters sind.
Sie werden auf der Nordwest-Flanke des Berges erst in 1150 bis 1300 Meter Meereshöhe von Vulkaniten überdeckt. Demnach beträgt die relative Höhe des Vulkans nur etwa 2000 Meter. Der Ätna liegt auf der Westseite einer großen Nordost-Südwest streichenden regionalen Störungszone, die als Messina-Verwerfung bezeichnet wird. Dieses alte Lineament ist tektonisch noch aktiv und verursacht nicht nur den Vulkanismus des Ätna, sondern auch die häufigen starken Erdbeben in dieser Region. 1693 wurden Catania und 1908 Messina durch Erdbeben in Trümmer gelegt.
Den Flanken des Bergs sitzen mehr als 300 Parasitär-, Adventiv- oder Flankenvulkane auf. Weitaus die meisten entstanden im jüngeren Mongibello-Stadium. Auch heute entstehen bei größeren Eruptionen immer wieder neue Flankenvulkane. Die meisten liegen im Höhenbereich zwischen 700 und 2500 Metern, wobei die Höhenlage um 1800 Meter am dichtesten besetzt ist. Der tiefst gelegene Kegel befindet sich in 370 Metern Höhe.

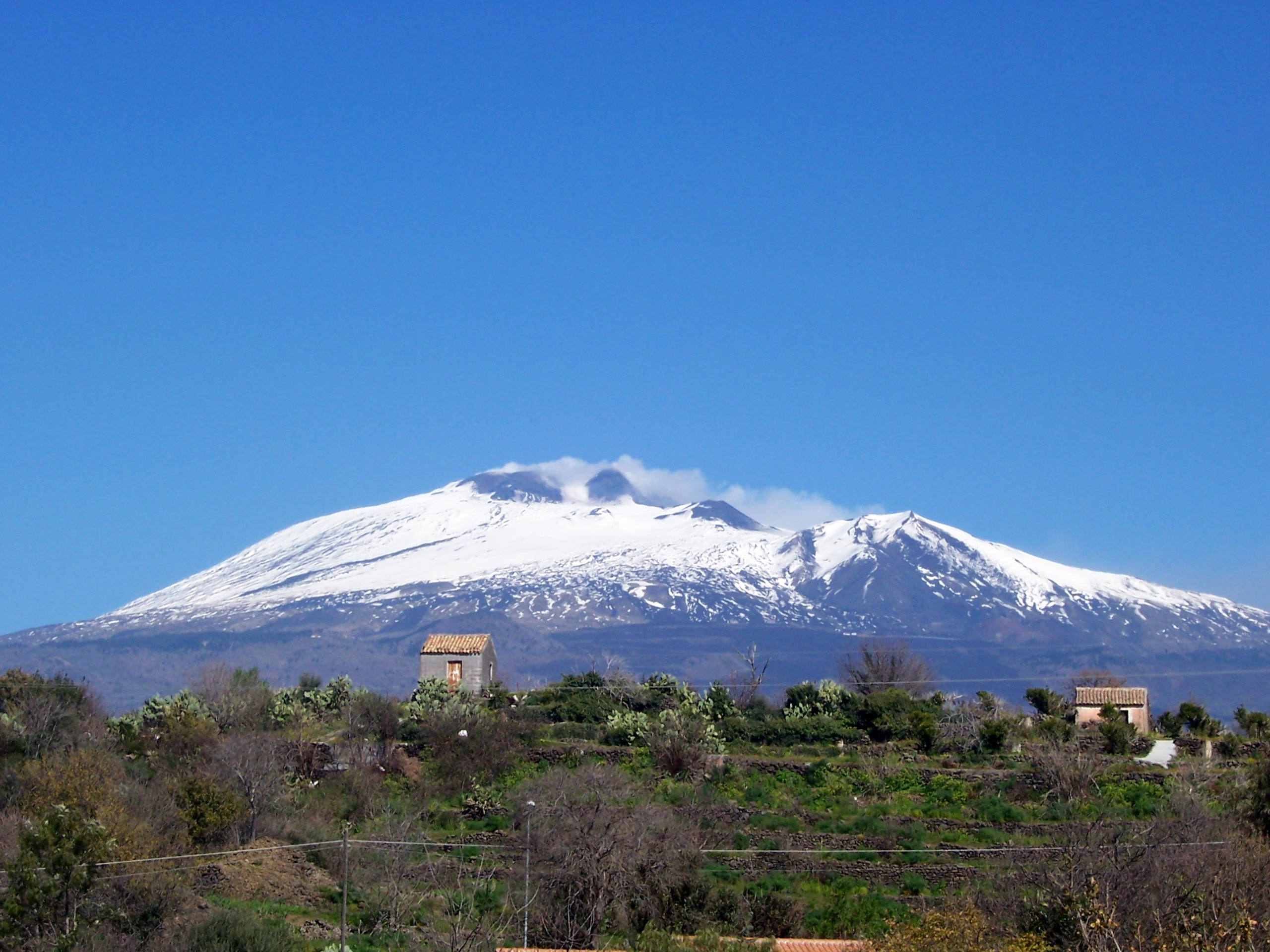
Blick auf den Ätna von Südwest

Typisch für den Ätna sind Eruptionen längs aufreißender Spalten. Mit Ausnahme der auf den Gipfelbereich beschränkten Dauertätigkeit des Vulkans waren nahezu alle historischen Ausbrüche an solche Eruptionsspalten gebunden. Die Länge dieser Spalten variiert von einigen hundert Metern bis zu mehreren Kilometern. Im Laufe einer Eruption reißen die Spalten zumeist nach unten zu immer weiter auf, wobei in höher gelegenen Bereichen meist reine Schlackenkegel entstehen, in tiefer gelegenen Bereichen dagegen Lava ausfließt.
Die basische Lava des Ätna ist durch einen geringen Kieselsäureanteil meist relativ dünnflüssig. Dadurch können die in ihr enthaltenen Gase entweichen und bauen keinen Überdruck auf, der sich in einer Explosion entladen könnte. Daher zählt der Ätna nicht zu den explosiven Vulkanen wie beispielsweise der Vesuv. Allerdings hat man diese Meinung in letzter Zeit relativieren müssen und festgestellt, dass auch der Ätna in der Vergangenheit explosive Ausbrüche wie etwa denjenigen von 122 v. Chr., eine Plinianische Eruption, produziert hat.

### Höhlen

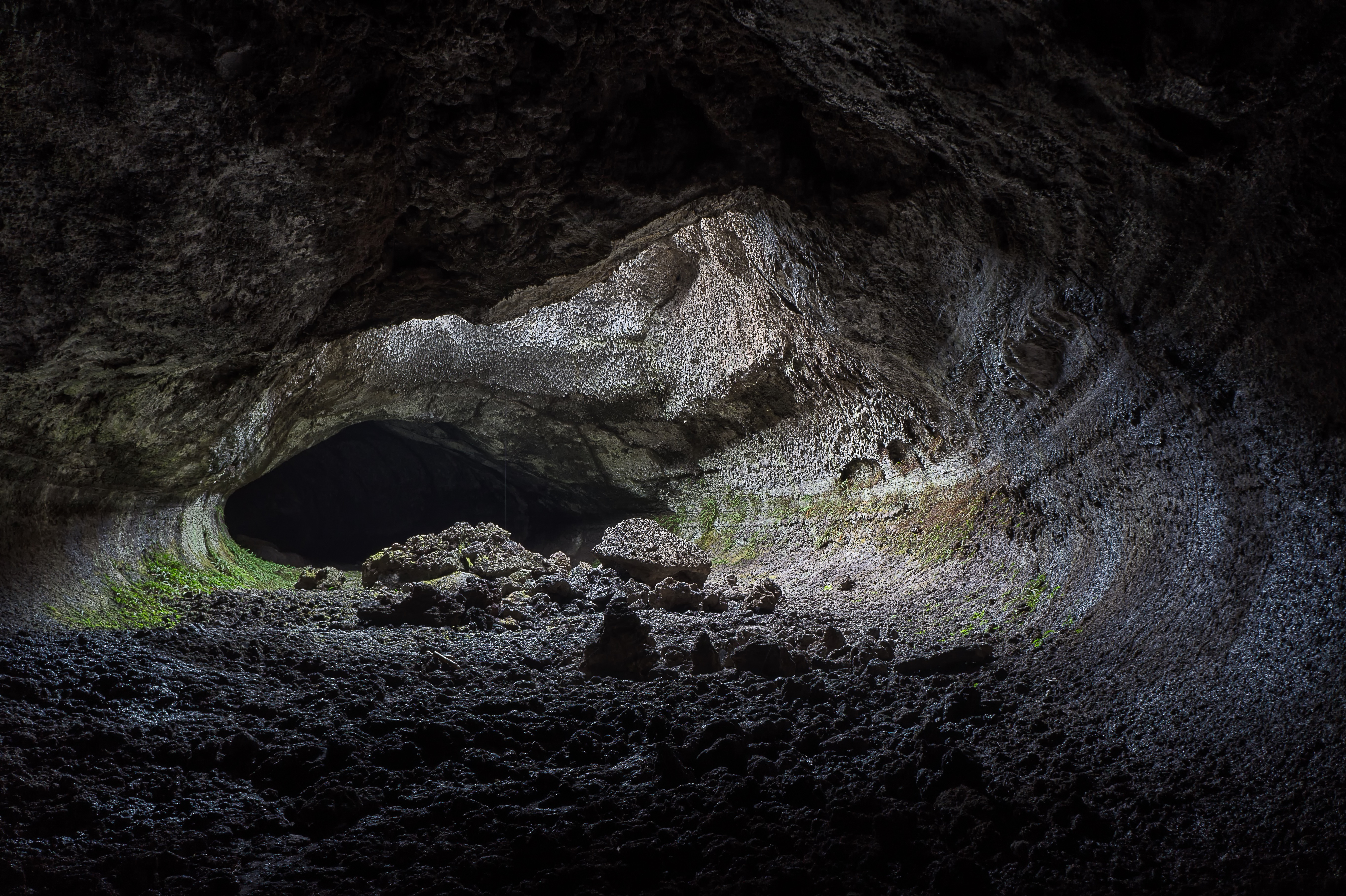
Die Lavaröhre Grotta dei Lamponi

Durch die relativ dünnflüssige Lava des Ätna entstanden Lavaröhren, eine Besonderheit unter den Vulkanen am europäischen Festland. Sie entstehen durch einen an seiner Oberfläche schnell abkühlenden Lavastrom, während die Lava in seinem Inneren noch abfließt. So entstehen Höhlen, die eine Länge von mehreren hundert Metern erreichen können. Besonders viele Lavaröhren gibt es an der Nordseite des Ätna, darunter die Grotta dei Lamponi (Himbeergrotte) mit einer Länge von fast einem Kilometer, die extrem verzweigte Grotta del Labirinto und die Grotta del Gelo (Eisgrotte), die einen fossilen Gletscher enthält. Ähnliche Grotten findet man auch auf Island, beispielsweise die Surtshellir.

### Massenbewegungen
Vor ca. 8300 Jahren führte ein gewaltiger Erdrutsch am Ätna zu einer verheerenden Katastrophe im östlichen Mittelmeer. Eine ganze Flanke des Vulkans sackte ins Meer ab und brachte Ablagerungen vor der Küste Siziliens ins Rutschen. Der dadurch ausgelöste Tsunami rollte durch das gesamte östliche Mittelmeer. Dabei verschwand ein großer Teil des Berges im Meer und das Tal Valle del Bove entstand, ein hufeisenförmiger Einschnitt an der Ostseite des Vulkans. Auch in jüngster Zeit wird es von der Westflanke her immer wieder von Lava überflossen. Ebenfalls hat die Ostflanke des heutigen Vulkans eine Tendenz, nach Osten ins Meer abzurutschen, und wird diesbezüglich überwacht.

## Ausbrüche

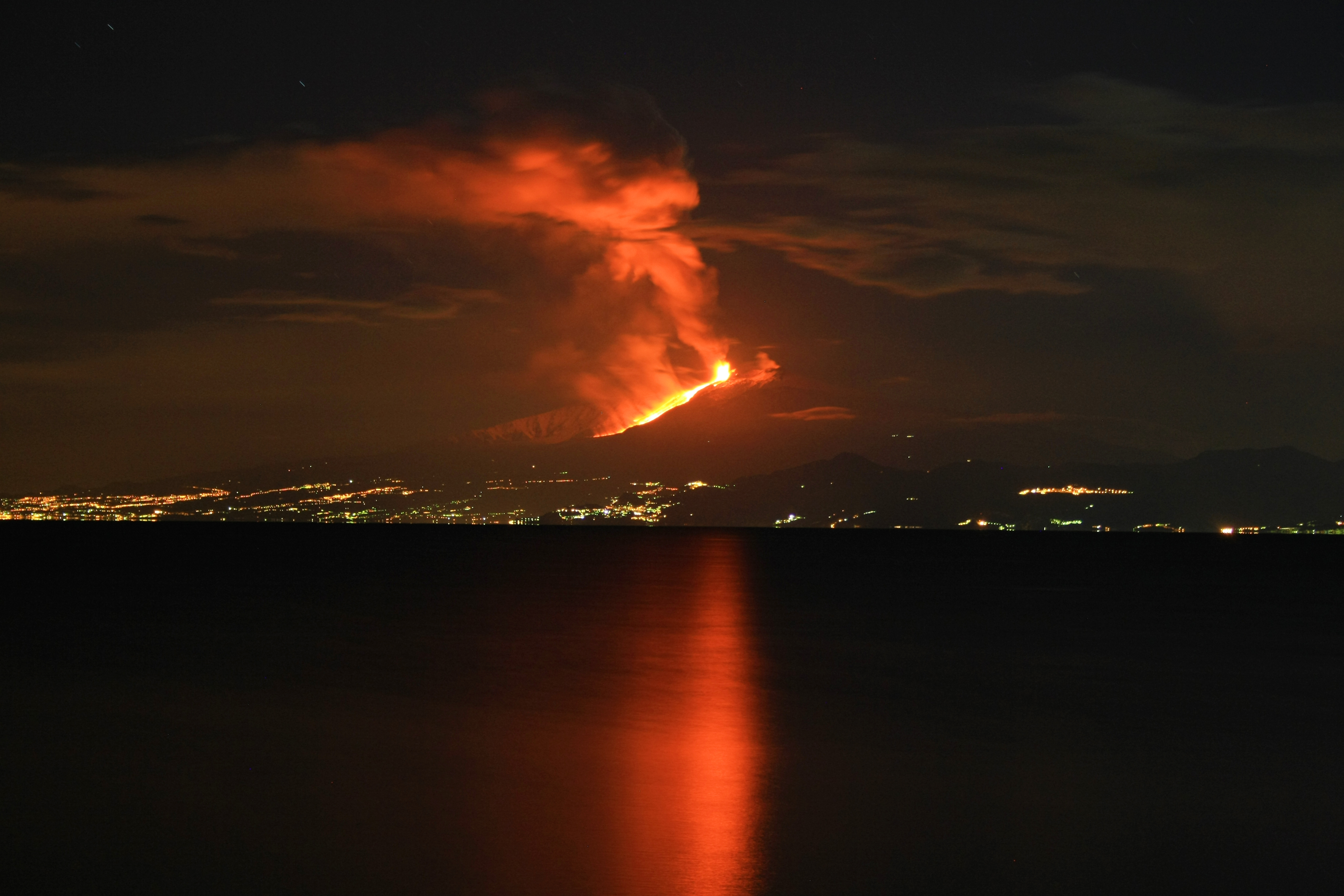
Ausbruch des Ätna am 13. Januar 2011

Der Ätna ist ständig aktiv. In der folgenden Aufstellung sind die wichtigsten Ausbrüche des Ätna dargestellt.

### Vor unserer Zeitrechnung
Geologische Untersuchungen wiesen eine gewaltige Eruption des Ätnas um 1500 v. Chr. nach. Laut Diodorus Siculus veranlasste ein Ausbruch des Ätna vor dem Troianischen Krieg die Sikaner, den Osten Siziliens zu verlassen und sich ins Landesinnere zurückzuziehen. Die ehemals sikanischen Siedlungsplätze sollen danach Sikeler eingenommen haben, die vom italienischen Festland einwanderten. Giuseppe Gemellaro datierte Mitte des 19. Jahrhunderts diese Eruption in das Jahr 1226 v. Chr. Aber bereits George F. Rodwell bezeichnete diese Berechnung – sowie von Gemellaro angegebene Daten zweier angeblicher Eruptionen im 12. Jahrhundert v. Chr. – 1878 als „wertlos“, da ausschließlich auf Auswertungen antiker Mythen basierend. Die modernere archäologische Forschung fand heraus, dass sich um die Mitte des 13. Jahrhunderts v. Chr. an der Ostküste Siziliens ein einschneidender kultureller Bruch ereignete, der mit der Ankunft der Sikeler zu verbinden ist. Ob damit auch der Ausbruch, den Diodorus Siculus schildert, in die Mitte des 13. Jahrhunderts v. Chr. zu datieren ist, muss offen bleiben, da andere antike Quellen keinen zeitlichen Zusammenhang einer Ätna-Eruption mit der Einwanderung der Sikeler nennen.
Der exzentrische Ausbruch (Monpilieri, südlich Nicolosi) von 693 v. Chr. ist die erste schriftlich überlieferte Eruption des Ätna. Bei diesem Ausbruch wurde die 729 v. Chr. gegründete Stadt Catania zum ersten Mal zerstört. Weitere erwähnenswerte Ausbrüche sind aus den Jahren 475, 425 und 394 v. Chr. bekannt.
In römischer Zeit sind größere Ausbrüche in den Jahren 350, 141, 135 und 126 v. Chr. überliefert.
Fürs Jahr 122 v. Chr. wurde ein explosiver Ausbruch der Stärke VEI 5 am Gipfel ermittelt. In Catania wurden hierbei viele Gebäude durch ausgeschleuderte Tephra beschädigt. Vermutlich bildete sich damals eine neue Caldera. 44 v. Chr. wurde ein großer Ausbruch registriert. Die Asche verdunkelte den Himmel in Rom. Als Folge des Temperatursturzes gab es Missernten im Mittelmeerraum bis Ägypten und bis nach China. Weitere historisch belegte Aktivitäten sind die Ausbrüche von 38 und 32 v. Chr.
- Siehe auch: Ätna-Tsunami

### Bis 1900
Sicher überliefert ist der Ausbruch von 252 bis 253. Die Lava aus dem Monpeloso (nordöstlich Nicolosi) zerstörte Catania ein weiteres Mal und floss als 3 Kilometer breiter Strom ins Meer. Größere Aktivitäten gab es 812 und 1169. In jenen Jahren gab es am Ätna gewaltige Eruptionen und verheerende Erdbeben im gesamten Osten Siziliens, bei denen etwa 15.000 Menschen ums Leben kamen.

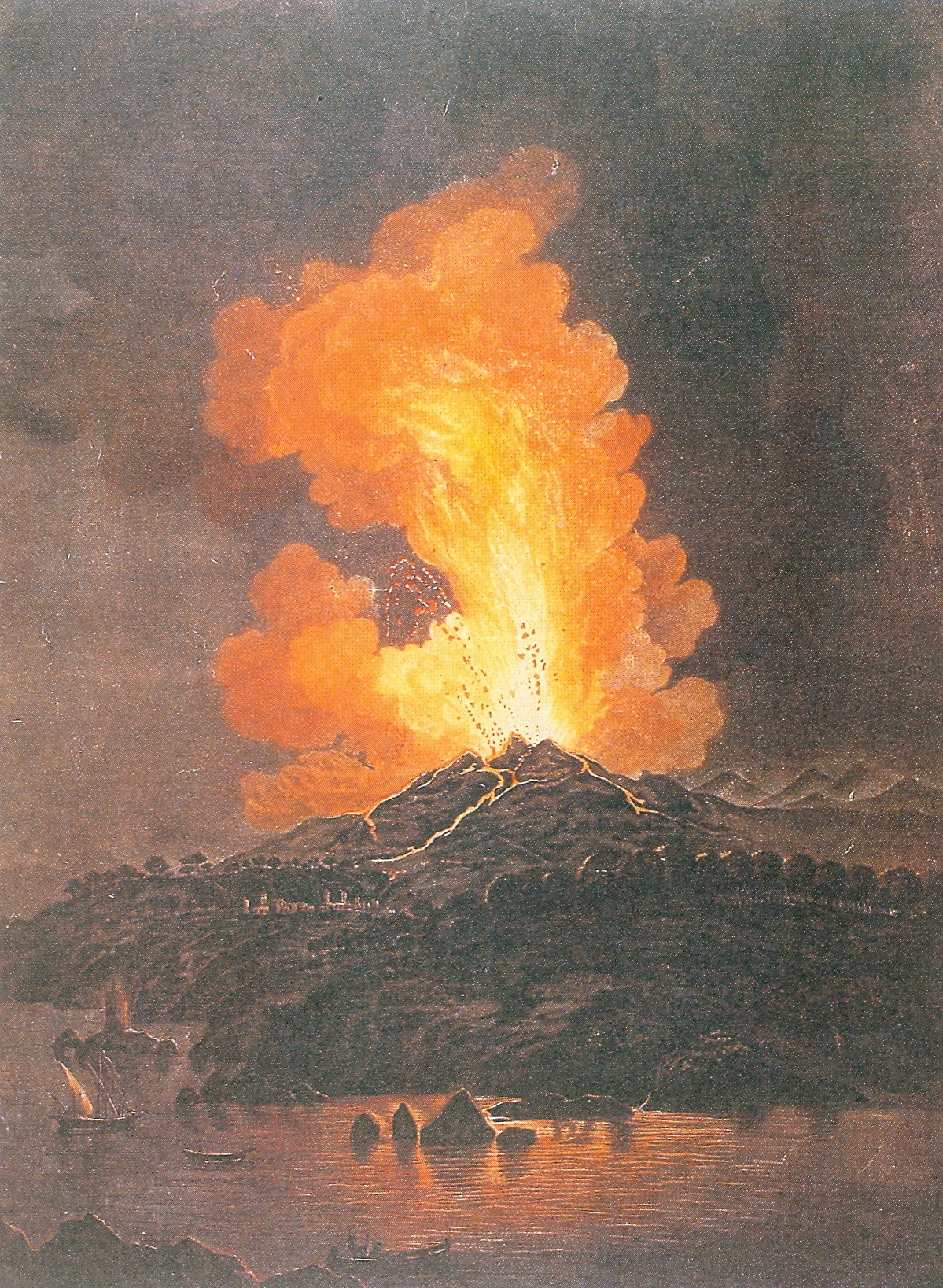
Ausbruch des Ätna 1766 (Eruzione dell'Etna del 1766), Alessandro D'Anna

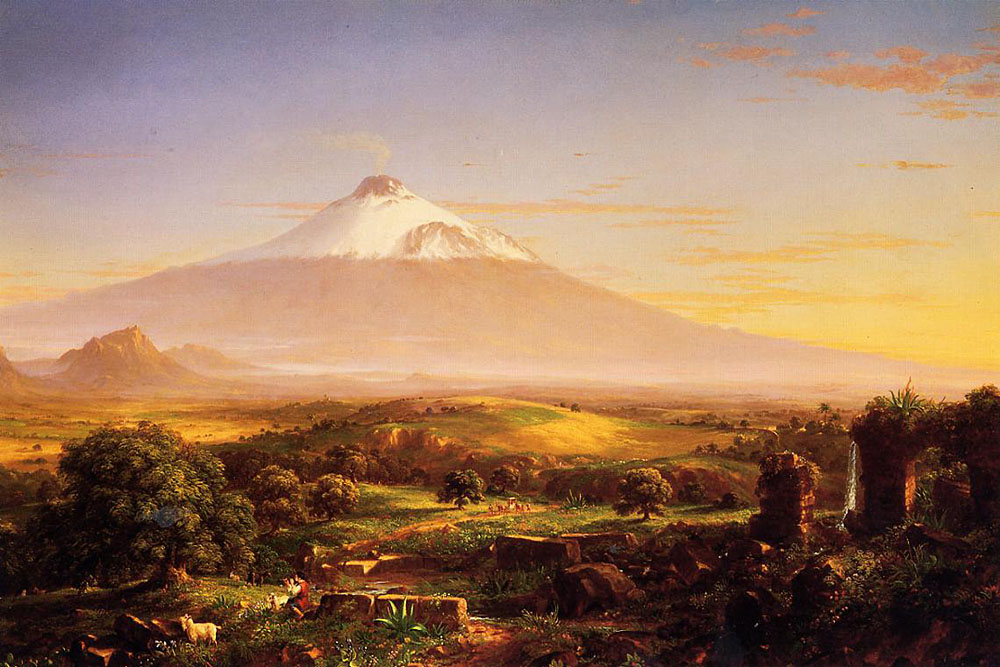
Thomas Cole: Mount Etna, 1842

Größere Ausbrüche sind aus den Jahren 1194, 1197, 1222, 1250 und 1284 bekannt. Bereits gut überlieferte und beschriebene größere Ausbrüche gab es in den Jahren 1329, 1381, 1408, 1444, 1536, 1537, 1566, 1607, 1610, 1614–1624, 1634–1638, 1646–1647 und 1651–1653.
Ab dem 8. März bis zum 11. Juli 1669 wurden durch Ausbrüche große Teile Catanias zerstört. Das am Meer gelegene Castello Ursino wurde von der Lava umströmt und liegt seitdem mehrere hundert Meter landeinwärts. Dieser Ausbruch wird als die größte historische Eruption des Ätna angesehen.
Weitere gut dokumentierte Aktivitäten:
- 1763 (Bildung der Montagnola),
- 1766 (Monti Calcarazzi),
- 1780 (Radialspalte in 2460–1850 Meter Höhe),
- 1787 (Gipfelausbruch, in Nicolosi soll man nachts die Zeitung haben lesen können),
- 1792–1793 (11. Mai 1792 bis 30. Mai 1793, mehrere exzentrische Ausbruchstellen und Gipfeleruption),
- 1809, 1811–1812, 1819, 1832, 1843 (56 Tote[19] und damit mehr belegte Tote als bei jedem anderen Ausbruch des Ätnas),
- 1852–1853 (Überflutung des Valle del Bove),
- 1865, 1874, 1879 (Lavafluss bis zum Alcantara),
- 1883, 1886 und 1892 (Bildung der Monti Silvestri)

### 20. Jahrhundert
1908 gab es einen Lavaausfluss im Valle del Bove. Im Jahre 1910 wäre beinahe die Siedlung Borello bei Belpasso von der Lava begraben worden. Weitere größere Ausbrüche fanden in folgenden Jahren statt:
- 1911 (Bildung des Nordost-Kraters),
- 1917 (Lava-Fontänen bis 800 Meter Höhe aus dem Nordost-Krater) und
- 1923 (Zerstörung vieler Häuser in Linguaglossa durch einen Lavastrom aus der Nähe des Monte Nero Settentrionale)

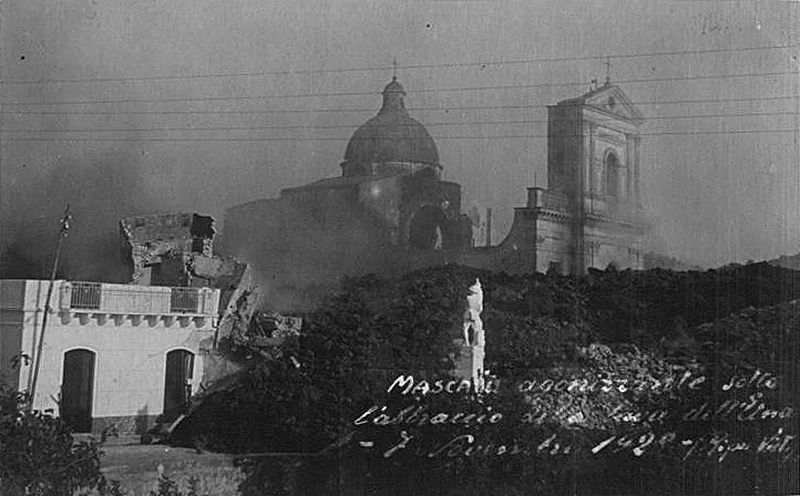
Zerstörte Kirche in Mascali, 1928

Am 2. November 1928 wurden 770 Hektar Wald- und Südfrucht-Bestände und 550 Gebäude der Gemeinde Mascali durch Lavaströme verwüstet. Weitere nennenswerte Ausbrüche ereigneten sich in den Jahren 1942 und 1947.
Die bis dato stärkste Flankeneruption in den Jahren 1950–1951 im Valle del Bove förderte etwa 170 Millionen Kubikmeter Lava und hätte fast die Ortschaften Milo und Fornazzo vernichtet. 1955 ereignete sich ein explosiver Ausbruch des Nordost-Kraters, dem langsame und ruhige Lavaausflüsse am Kraterfuß bis 1964 folgten. 1964 wurden mehrere besonders heftige Ausbrüche des Zentralkraters beobachtet, bei denen der Zentralkrater seine Form stark veränderte und der neue Krater „La Voragine“ innerhalb des Zentralkraters entstand. Im März 1968 entstand eine weitere neue Ausbruchstelle innerhalb des Zentralkraters, die „Bocca Nuova“, die eineinhalb Jahre lang unter ohrenbetäubendem Lärm heiße Gase ausblies.
Vom 4. April 1971 bis zum 2. Mai 1971 zerstörte ein Lavaausstoß des Ätnas den zweiten Abschnitt der Seilbahn sowie die Vulkanwarte. Am 5. April entstanden die ersten Spalten, aus denen sich die eruptive Aktivität entwickelte, die den Südost-Krater erzeugte.

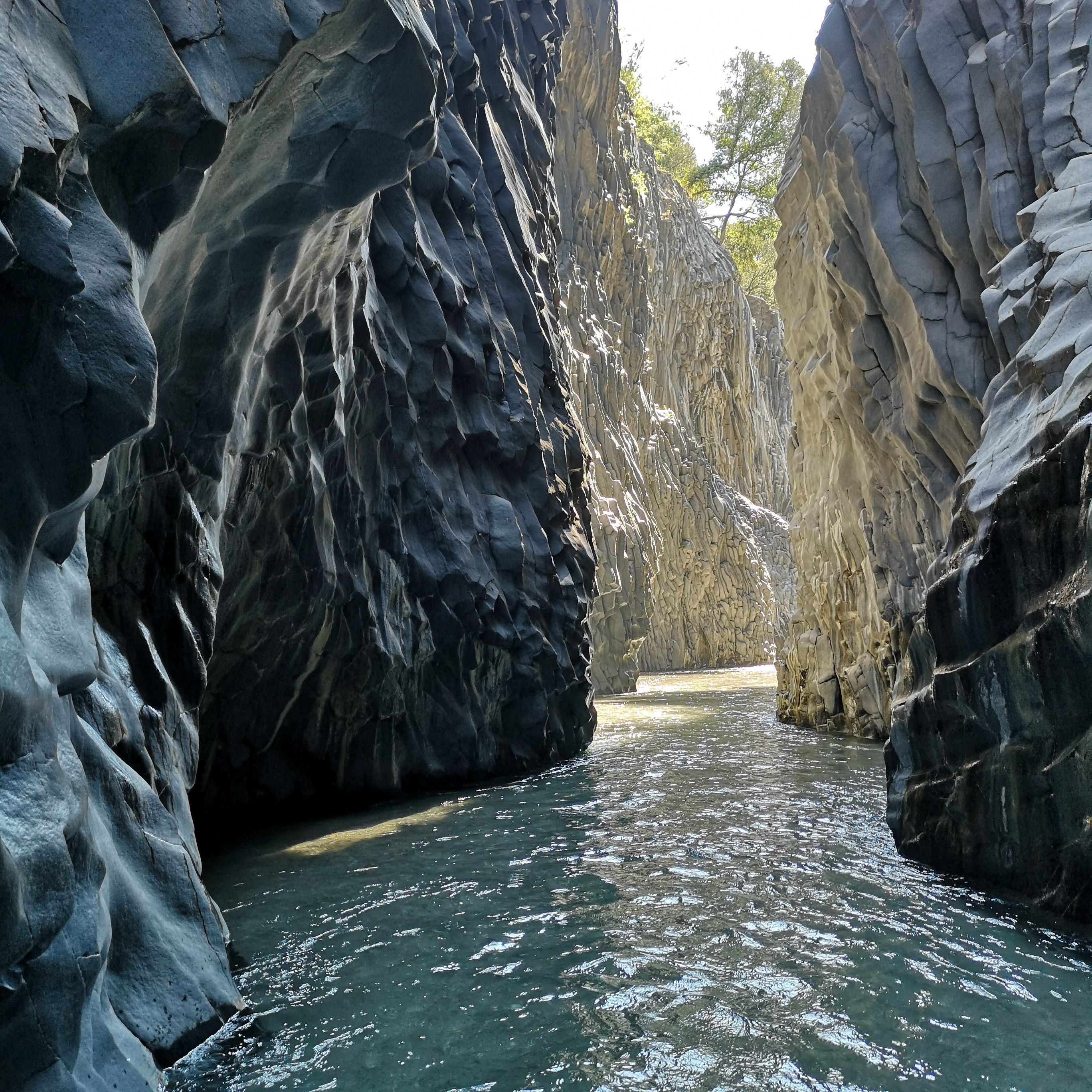
Gole dell’Alcantara

Ab dem 17. März 1981 schossen nahezu 100 Meter hohe Lavafontänen aus einer Spalte in 2250 Metern Höhe auf der Nordseite des Ätnas. Aus weiteren tiefergelegenen Spalten strömte Lava und kam erst kurz vor dem Fluss Alcantara zum Stillstand. Am 19. März 1981 floss ein Lavastrom aus einer Spalte in 1300 Meter Höhe und bedrohte den Ort Randazzo.
Nach einer Serie kleinerer Erdbeben riss am 28. März 1983 um 8:45 Uhr auf der Südseite des Ätna in 2450 bis 2250 Metern Höhe eine 750 Meter lange Eruptionsspalte auf, an der explosive Tätigkeit einsetzte und Lavaströme ausflossen. Bereits am Abend desselben Tags überflutete die Lava die von Nicolosi von Süden herauf führende Straße auf breiter Front. Etwa 20 Gebäude wurden zerstört, darunter das Ristorante Corsaro, das Hotel Cantoniera, eine Reihe von Häusern am Südhang und das frühere Albergo und Ristorante „La Quercia“ in etwa 1300 Meter Höhe. Nach dem Wiederaufbau heißt der Ort nun „La Nuova Quercia“.
Durch die Eruption wurden 100 Millionen Kubikmeter Lava gefördert, die eine Fläche von 6 km² bedeckte. Der mit 7,5 Kilometer längste Lavastrom floss bis in 1080 Meter Meereshöhe und kam sieben Kilometer vor Nicolosi zum Stillstand. Der 1983er Ausbruch fand durch den erstmals an einem europäischen Vulkan unternommenen Versuch, durch eine Sprengung den Lauf der Lava abzulenken, weltweites Interesse.
Begleitet von hunderten kleinerer Erdbeben öffnete sich am 14. Dezember 1991 in einer Höhe zwischen 3000 und 2700 Metern an der Südostflanke des Berges ein System von Eruptionsspalten. Gleichzeitig riss eine kleinere Spalte am Nordhang des Südost-Kraters auf. Heftige Lavafontänen und Lavaströme traten aus. In der folgenden Nacht bildeten sich neue Eruptionsspalten an der Nordwest-Wand des Valle del Bove, aus denen riesige Mengen von Lava das Tal überfluteten. Der Lavafluss breitete sich in den nächsten Wochen nach Osten aus und erreichte zum Jahresende das Val Calanna, ganz in der Nähe der Stadt Zafferana Etnea.

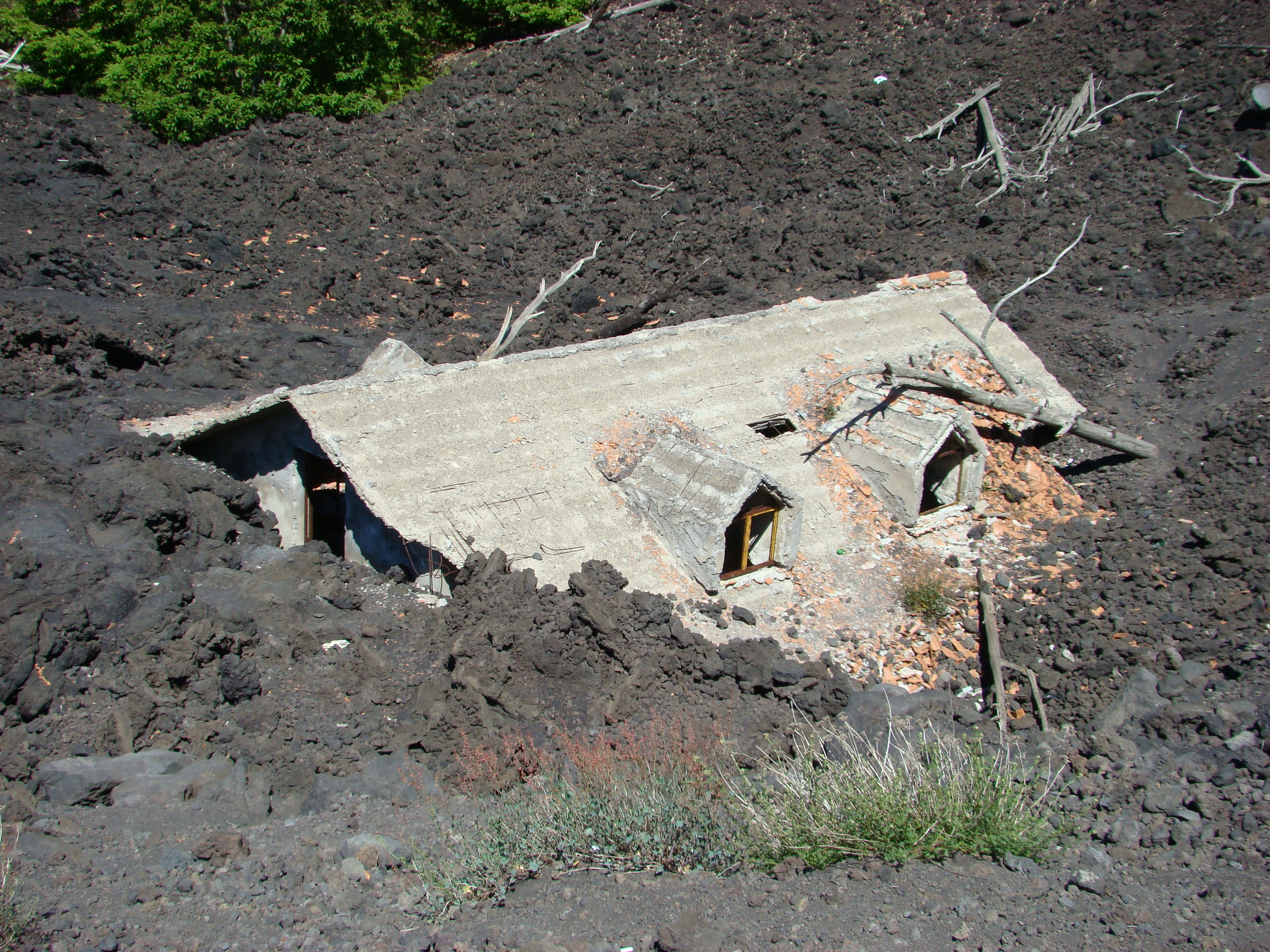
Von Lava verschüttetes Haus, 2007

Zum Schutz der Stadt wurde am flachen Ende des Val Calanna ein Schutzwall errichtet, um die Lava daran zu hindern, die Talböschung auf Zafferana hinabzufließen. Zwei Monate lang füllte sich der Lava-Staudamm, bis am 7. April der Damm überflossen wurde und die Lava sich rasch den steilen Hang auf die Stadt zubewegte. Auf ihrem Weg nach unten durchbrach die Lava auch drei hastig errichtete kleinere Dammbauwerke. Glücklicherweise kam der Fluss noch vor der Stadt zum Stillstand. Jedoch zerstörte ein neuer, 120 Meter längerer Lavafluss Mitte Mai 1992 die ersten Häuser der Stadt. Nach den missglückten Versuchen, die Lava durch Dammbauwerke aufzuhalten, versuchte man es mit Sprengungen, um die Lava in einen künstlich angelegten Kanal zu leiten. Diese Vorgehensweise führte teilweise zum Erfolg. Trotzdem wurde die Notwendigkeit dieser Maßnahmen von vielen Naturschützern und Wissenschaftlern in oft polemischer Weise angezweifelt.
Die effusive Aktivität endete am 30. März 1993 nach 473 Tagen. Damit war sie die am längsten dauernde Flankeneruption seit dem Ausbruch von 1669. Das ausgeflossene Lavavolumen wird mit 205 bis 250 Millionen Kubikmetern, die von Lava überflossene Fläche mit 7,6 Quadratkilometern angegeben.

### 2000er Jahre

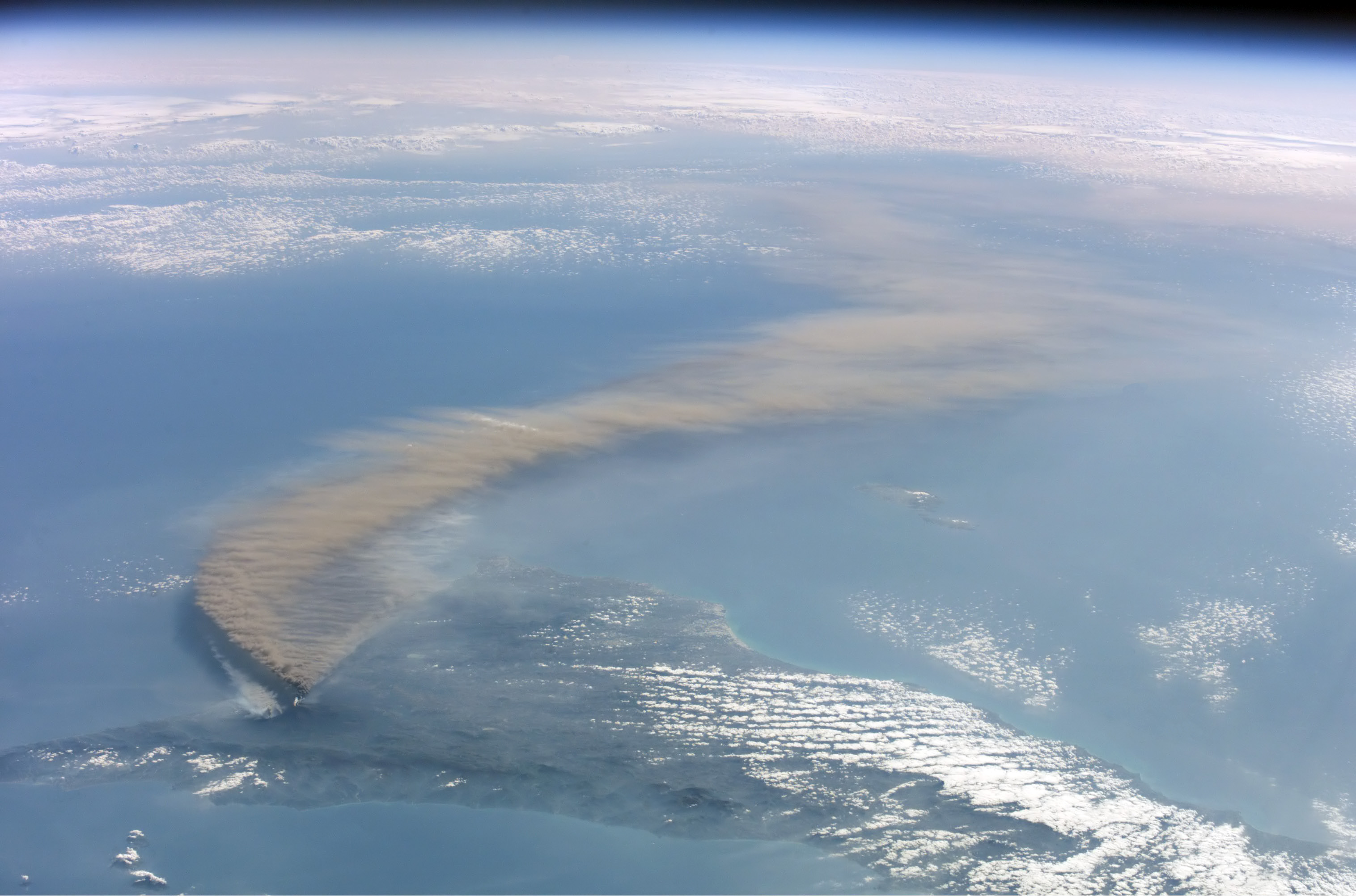
Dieses Bild aus der Internationalen Raumstation (ISS) dokumentiert den Ausbruch von 2002

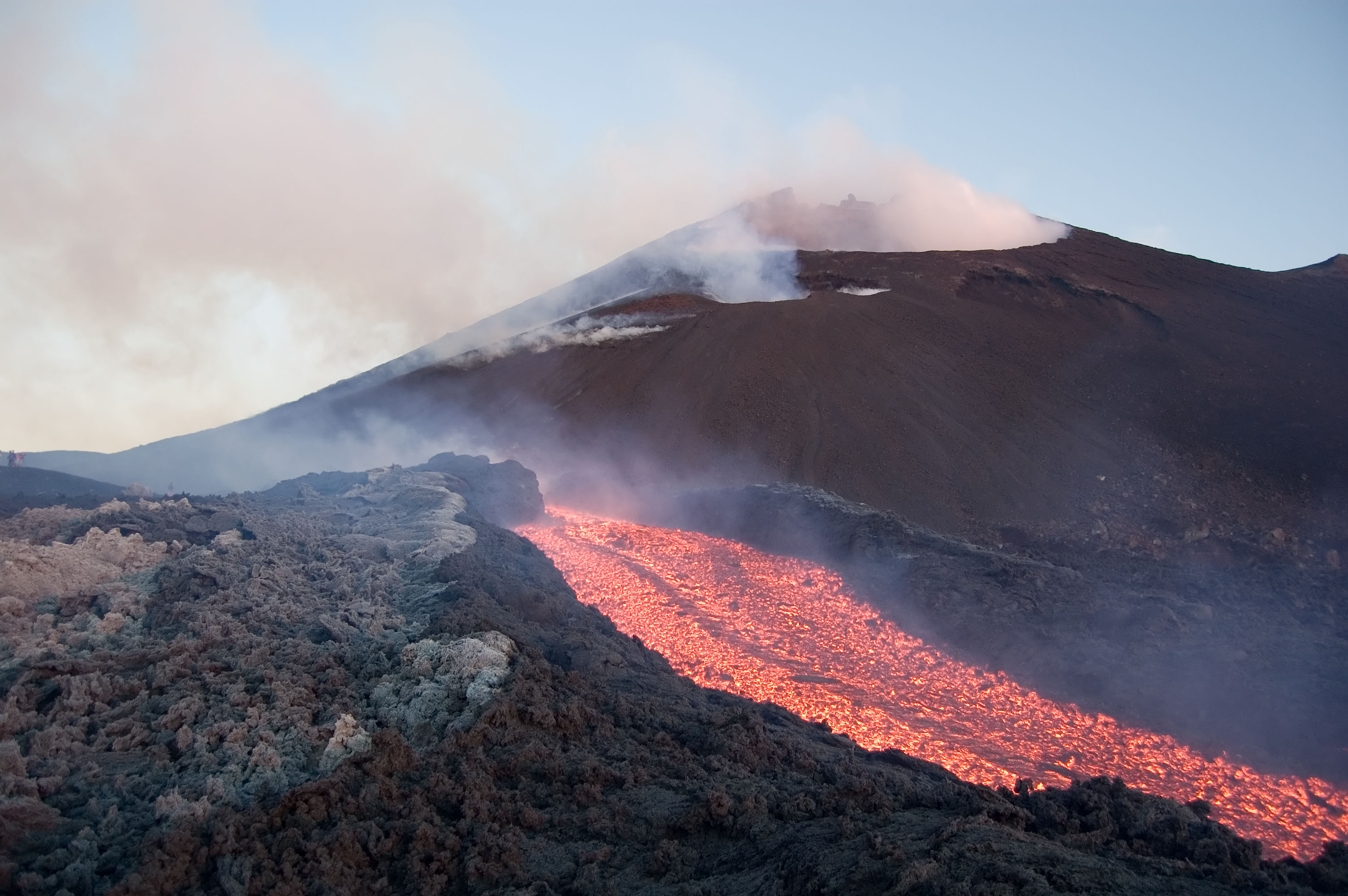
Lavastrom nach einem Ausbruch im Jahr 2006

Am 17. Juli 2001 um 7:00 Uhr öffnete sich am Fuß des Südost-Kraters in 2950 Metern Höhe eine Eruptionsspalte, in deren Verlauf sich eine Reihe von Kratern bildete, die lebhaft Lavafontänen ausstießen. Um 22:00 Uhr riss die Spalte weiter nach unten bis in 2700 Meter Höhe auf, und Lava floss in südliche Richtung zur Bergstation der Seilbahn und der Skilifte hin aus. Als am 18. Juli sich die Spalte weiter bis in eine Höhe von 2100 Meter auftat, wurde die Straßenverbindung Nicolosi–Zafferana über Ätna-Süd durch die ausfließende Lava auf einer Länge von 100 Metern unterbrochen. Durch Versuche, den Lavastrom von der Seite mit Wasser zu besprühen und so zu stoppen, und durch den Bau eines Erdwalles gelang es, ein von der Lava bedrohtes Restaurant und einen Souvenirladen an der Station Ätna-Süd zu retten.
Am Abend des 19. Juli öffnete sich ein neuer Krater in 2570 Metern Höhe. In heftigen Explosionen schossen schwarze Aschesäulen hoch und rissen große Blöcke älterer vulkanischer Gesteine mit sich. Am 24. Juli änderte sich die Aktivität des neuen Kraters. Lavafontänen schossen mit lautem Donnern hunderte Meter in die Höhe. In der Zeit zwischen dem 26. und 30. Juli wurden enorme Anstrengungen unternommen, die Station Ätna-Süd mit dem Rifugio Sapienza, der Talstation der Seilbahn und den Souvenirläden vor der Lava zu retten. Trotzdem wurden einige Masten der Seilbahn zerstört und die Straße an der Station Ätna-Süd auf einer weiteren Strecke überflutet. Am Abend des 30. Juli ging die Bergstation der Seilbahn in Flammen auf, als eine Lavazunge ihre Mauern durchbrach.
Erst am 9. August, als der Lavastrom, der Nicolosi bedrohte, bereits ein Niveau von etwa 1050 Meter erreicht hatte, endete die Aktivität des Vulkans. Insgesamt acht Lavaströme und mächtige Aschenfälle hatten ein Gebiet von 5,5 Quadratkilometern völlig verändert. Etwa 21 Millionen Kubikmeter Lava und 20 Millionen Kubikmeter pyroklastisches Material wurden in den knapp 24 Tagen des Ausbruchs ausgeworfen.
Um Mitternacht des 26. Oktobers 2002 öffneten sich an der Südflanke des Berges in 2750 Metern Höhe und an der Nordostflanke in einer Höhe zwischen 2500 und 1850 Metern Eruptionsspalten, aus denen mit großer Heftigkeit Lava austrat. Bis zum Ende des Ausbruchs am 28. Januar 2003 spuckte der Vulkan 60–70 Millionen Kubikmeter Lava und Pyroklastika aus und richtete riesigen Schaden an; so wurde an der Südflanke die Seilbahn zerstört und an der Nordostflanke der Piano Provenzana mit der Touristenstation Ätna Nord vollständig von Lava überflutet.
Der Piano Provenzana, eine weite und flache Hochebene in etwa 1900 Metern Höhe, war vor dem Ausbruch von 2002 eine mit Bäumen bestandene und mit Gras und Blumen bewachsene Landschaft. Die Station Ätna Nord mit den Hotels Le Betulle und Piano Provenzana sowie eine Reihe von Holzhütten mit Souvenirverkauf und Skiverleih wurden in kurzer Zeit vollständig zerstört. Das Hotel Piano Provenzana, von dem noch die Grundmauern zu erkennen sind, wurde kein Opfer der fließenden Lava, aber ein Opfer der den Ausbruch begleitenden starken Erdbeben, der niedergehenden Blöcke und Bomben und der Hitze des vorbeiziehenden Lavastroms.
Ab dem 13. September 2004 trat an der Südostseite des Vulkans in 2700 Metern Höhe ein breiter Lavastrom aus, der Richtung Valle del Bove floss und von der Autobahn aus gesehen im Dunkeln ein imposantes Schauspiel abgab. Ab Sommer 2006 wurden fünf kleinere harmlose Ausbrüche verzeichnet, seit Mitte November wurden diese Ausbrüche heftiger. Ende November fielen deswegen mehrmals Flüge von und nach Catania bzw. Kalabrien aus. Ab 11. Mai 2008 kam es ebenfalls zu mehreren heftigen Ausbrüchen und einer Phase erhöhter Aktivität.

### 2010er Jahre

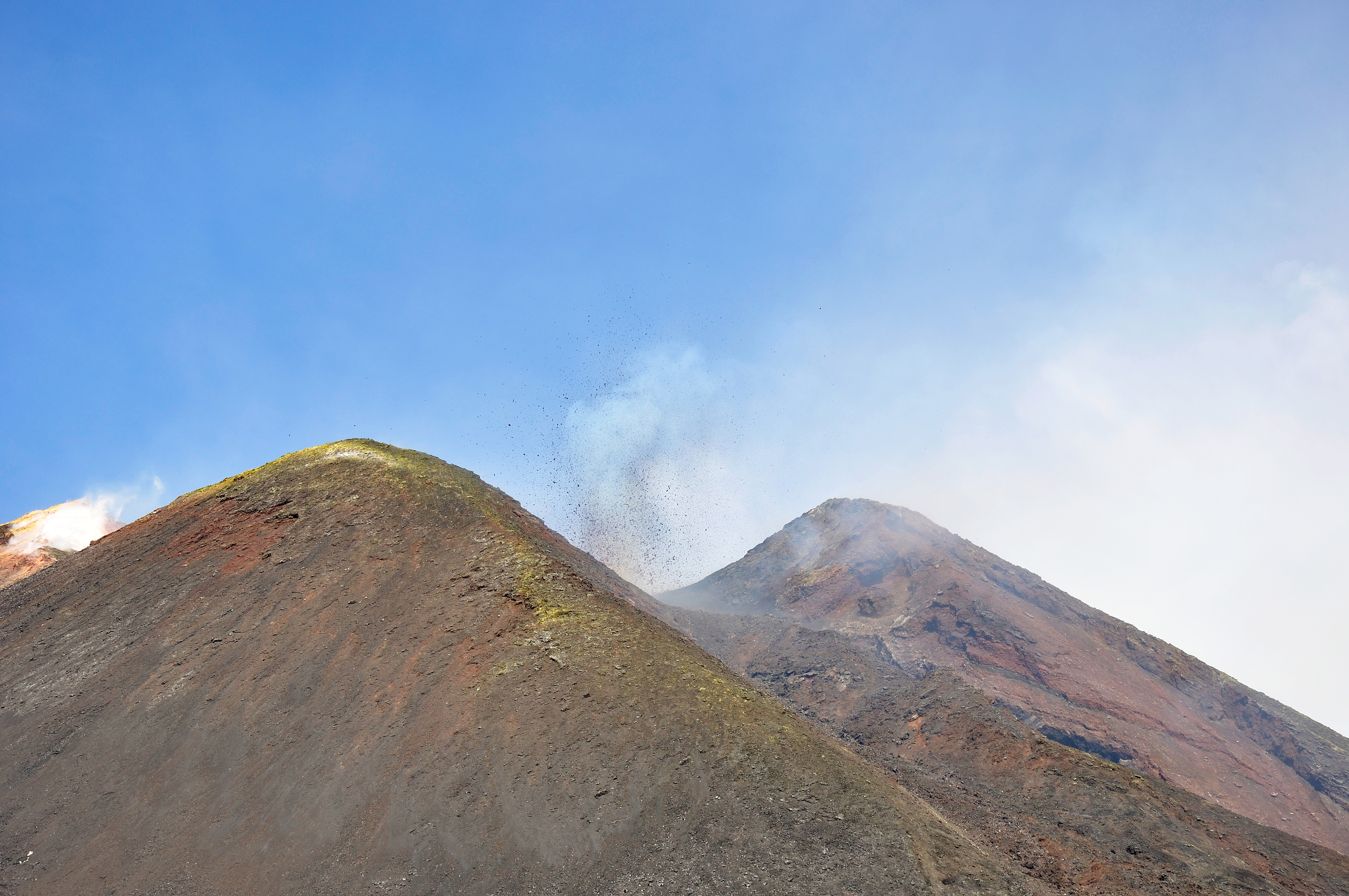
Am Vormittag des 12. April 2012 konnten schwache strombolianische Eruptionen beobachtet werden

Einer Eruption am 5. Januar 2012 folgten weitere Ausbrüche, eine Gefährdung der Bevölkerung bestand jedoch nicht.
Der Ätna blieb auch im Frühjahr 2013 weiterhin recht aktiv, die Strombolianische Aktivität am neuen Südostkrater setzte sich am 23. September fort.
Am 26. Oktober 2013 schleuderte der Vulkan Lava in die Luft, nachdem Erdstöße vorangegangen waren. Es kam an diesem Tag zu keinen Evakuierungen, doch große Rauchwolken über der Insel behinderten den Flugverkehr.
In der Nacht vom 16. auf den 17. November 2013 brach der Ätna erneut aus, zum 16. Mal im Jahr 2013 bis zu diesem Tag. Der Ausbruch dauerte ungefähr von Mitternacht bis 5 Uhr am Morgen. Dabei wurden die Lavafontänen bis zu 600 Meter in den Nachthimmel geschleudert. Seit 1992 gab es keinen so großen Ausbruch von Europas größtem und aktivsten Vulkan mehr. Es gab keine Toten oder Verletzten.

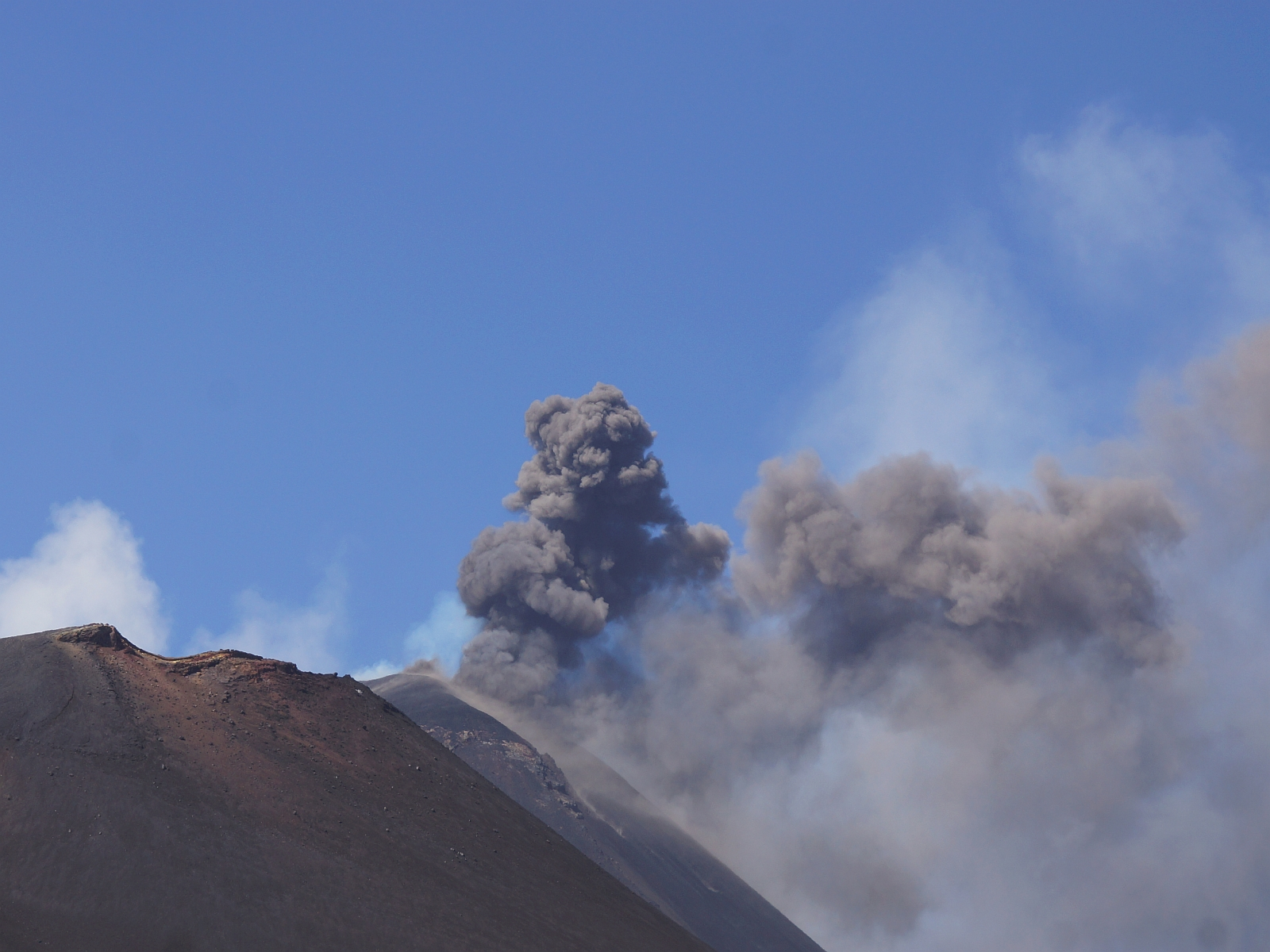
Paroxysmen Anfang August 2014 am Ätna

In annähernd zeitlichem Zusammenhang mit dem Ausbruch des Stromboli im Sommer 2014 zeigten sich ab 3. August erste Paroxysmen am Vulkan Ätna, die zu Ausflüssen von Lava in nordöstliche Richtung führten. Diese vulkanische Aktivität nahm erst Mitte August 2014 ab.
Seit dem 18. Oktober 2015 war der Ätna wieder aktiv. Die Eruption in der Nacht vom 3. Dezember war nach Meinung von Experten der heftigste Ausbruch der letzten Jahrzehnte. In einer kurzen, jedoch heftigen Eruption schleuderte der Vulkan eine Lavafontäne und glühendes Gesteinsmaterial in die Luft. Eine Aschewolke zog nordöstlich in Richtung der Großstädte Messina und Reggio Calabria. Der Flugverkehr des Flughafens von Reggio Calabria wurde zeitweise umgeleitet. Der Ausbruch hielt Mitte Dezember weiterhin an.

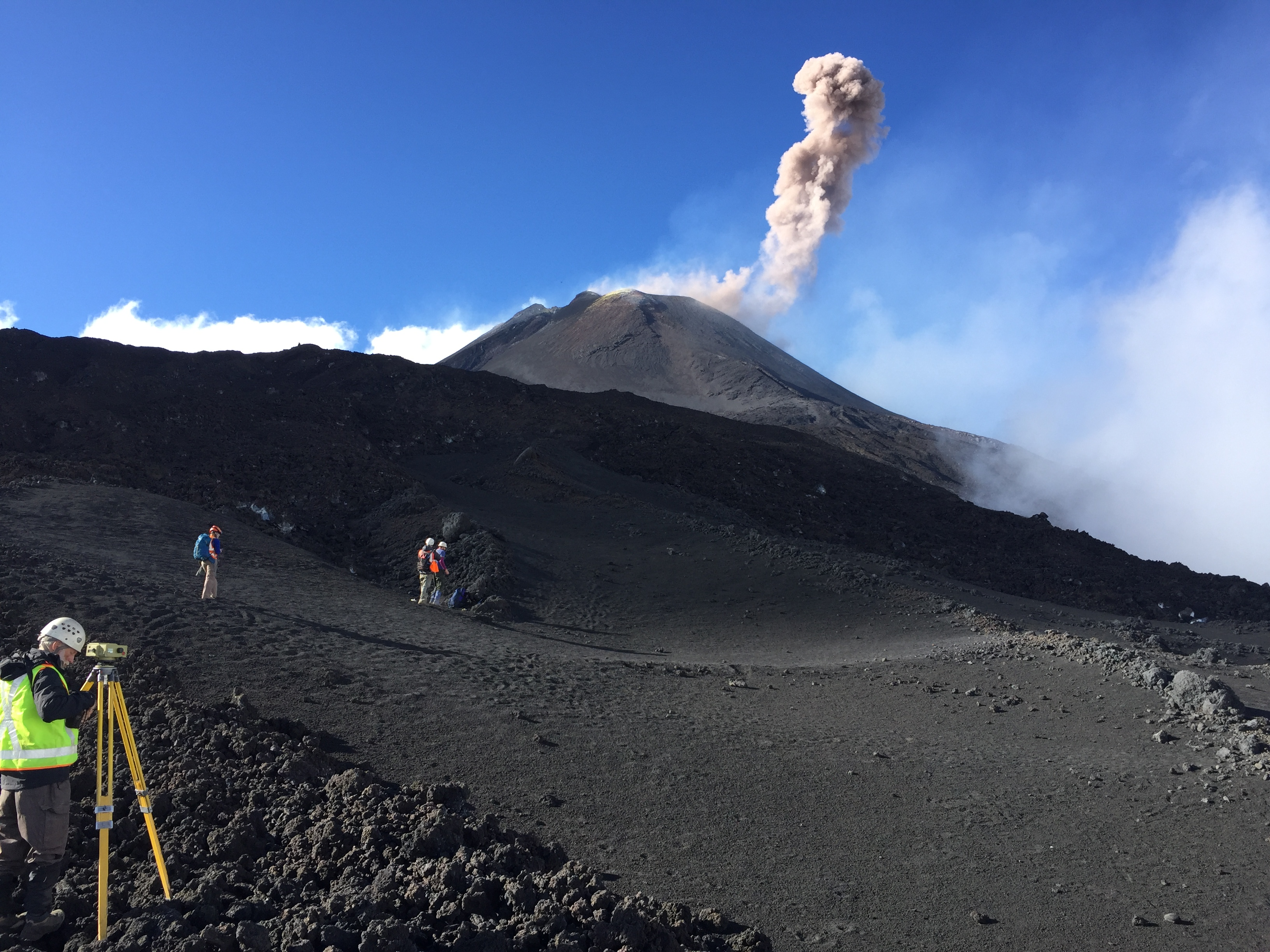
Geologen im September 2017 am Ätna

Seit einem Ausbruch am Abend des 27. Februar 2017 zeigten sich am südöstlichen Krater Lavafontänen. Mitte März kam es zu stärkeren Eruptionen, die den Flughafen Comiso zu einer Betriebspause zwangen. Der Flughafen Catania musste am 18. März wegen der Aschewolke geschlossen werden.
Am Morgen des 24. Dezember 2018 ab 08:50 Uhr brach der Ätna erneut aus. Der Betrieb auf dem Flughafen Catania musste vorübergehend eingestellt werden. In den ersten drei Stunden wurden über 130 leichte Erdbeben mit einem Wert von bis zu 4,0 auf der Richterskala gemessen. Nach dem Ausbruch kam es am Morgen des 26. Dezember 2018 zu einem Erdbeben der Stärke 5,1. Bei dem später nach unten korrigierten Beben der Stärke 4,8 wurden mehrere Personen durch herabstürzende Gebäudeteile verletzt. Besonders betroffen war der Ortsteil Fleri der Gemeinde Zafferana Etnea.

### 2020er Jahre
Seit Mitte Dezember 2020 war der Ätna mit sich steigernden Ascheauswürfen und kleineren Lavaströmen wieder verstärkt aktiv.
In der Nacht vom 18. auf den 19. Januar 2021 stieg die Aktivität des Vulkans schnell, als paroxysmatische Lavaergüsse aus einem neugebildeten Kaminkrater an der südöstlichen Seite des Berges ausströmten. Es folgte der langsame Erguss eines Lavastroms aus derselben Öffnung. Es wird angenommen, dass der Lavaerguss während des Tages vor dem nächtlichen Ausbruch das Ergebnis von frischem, gasreichem Magma war, das in den Kaminen aufstieg und das ältere, weitgehend entgaste Magma zuerst herausdrückte, was den Lavaerguss erklären würde. Der Höhepunkt der intensiven Eruptionsphase war gegen 21:30 Uhr. Der Ausbruch erzeugte eine hohe Aschesäule, die sich auf 4000 Meter Höhe erhob und nach Süden und Südosten driftete. Das Ash Advisory Center in Toulouse berichtete über Aschefälle im Dorf Fleri auf der Südostseite des Ätna.
Am 16. Februar folgte ein weiterer großer Ausbruch. Die Explosion ereignete sich an der Südostseite des Vulkans. Die Aschewolke erreichte eine Höhe von 3700 Meter. Am 21. September 2021 ereignete sich ein weiterer Ausbruch. Die Aschewolken stiegen auf bis zu 9000 Meter.
Am 23. Oktober 2021 wurde der Vulkan erneut aktiv.
Am 10. Februar 2022 erfolgte ein weiterer Ausbruch mit vulkanischem Gewitter.
Im Februar 2023 brach der Ätna wiederholt, mitunter spektakulär, aus. Am 21. Mai 2023 trat Lava und Asche aus dem Krater auf der Südostseite aus. Wegen Asche auf der Start- und Landebahn wurde der Flughafen Catania gesperrt.
Am Morgen des 14. August 2023 spuckte der Ätna feurig. Der Flughafen Catania wurde wegen der Verschmutzung der Start- und Landebahn gesperrt.
Beim Ausbruch am 23. Juli 2024 stieß der Vulkan eine 6,1 Kilometer hohe Aschewolke aus. Der Flughafen von Catania musste den Flugverkehr aussetzen.
Seit dem 10. Februar 2025 spuckt der Ätna erneut glühende Lava.
Am 2. Juni 2025 erfolgte ein erneuter Ausbruch des Ätnas.

## Verkehr und Zugang

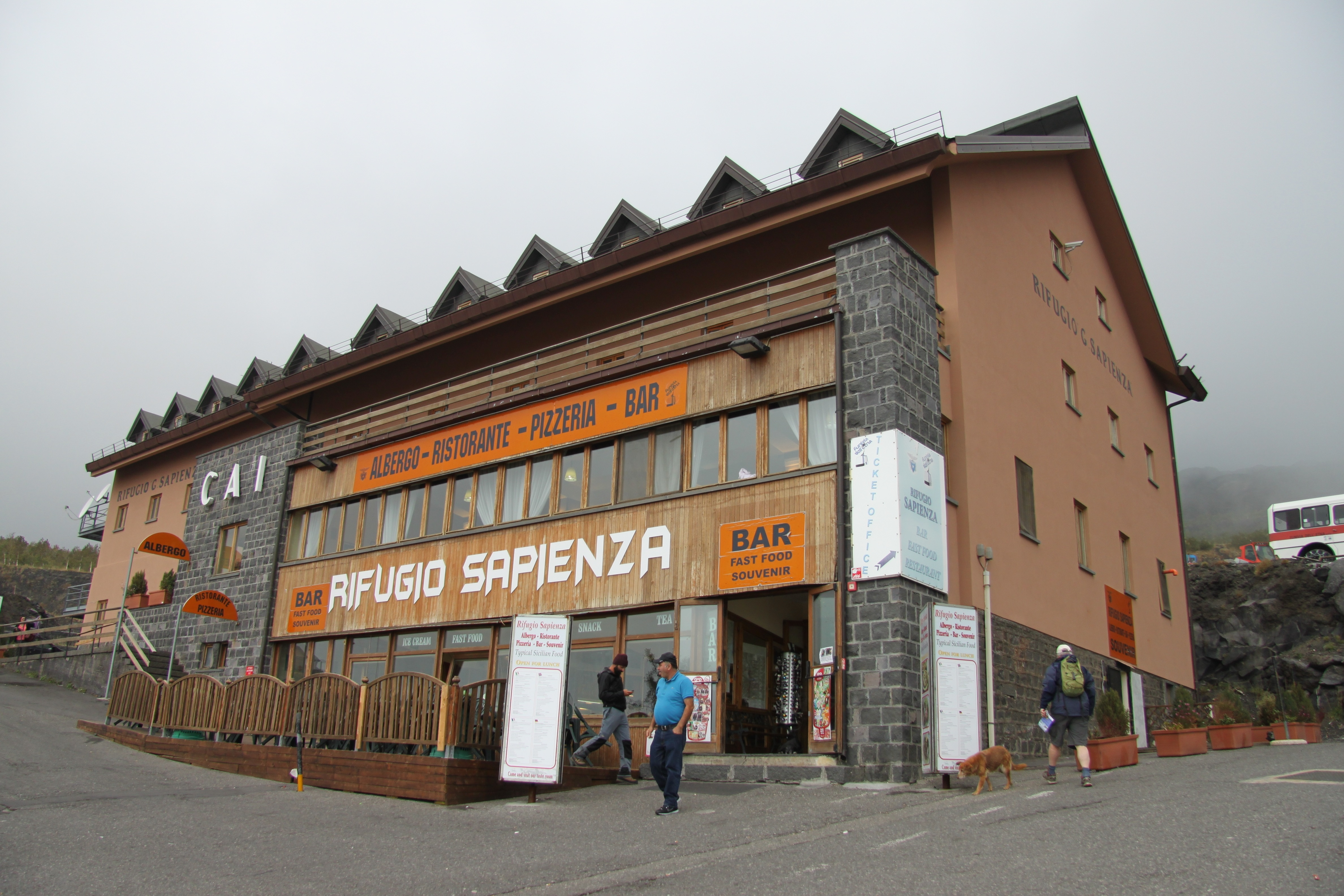
Rifugio Sapienza

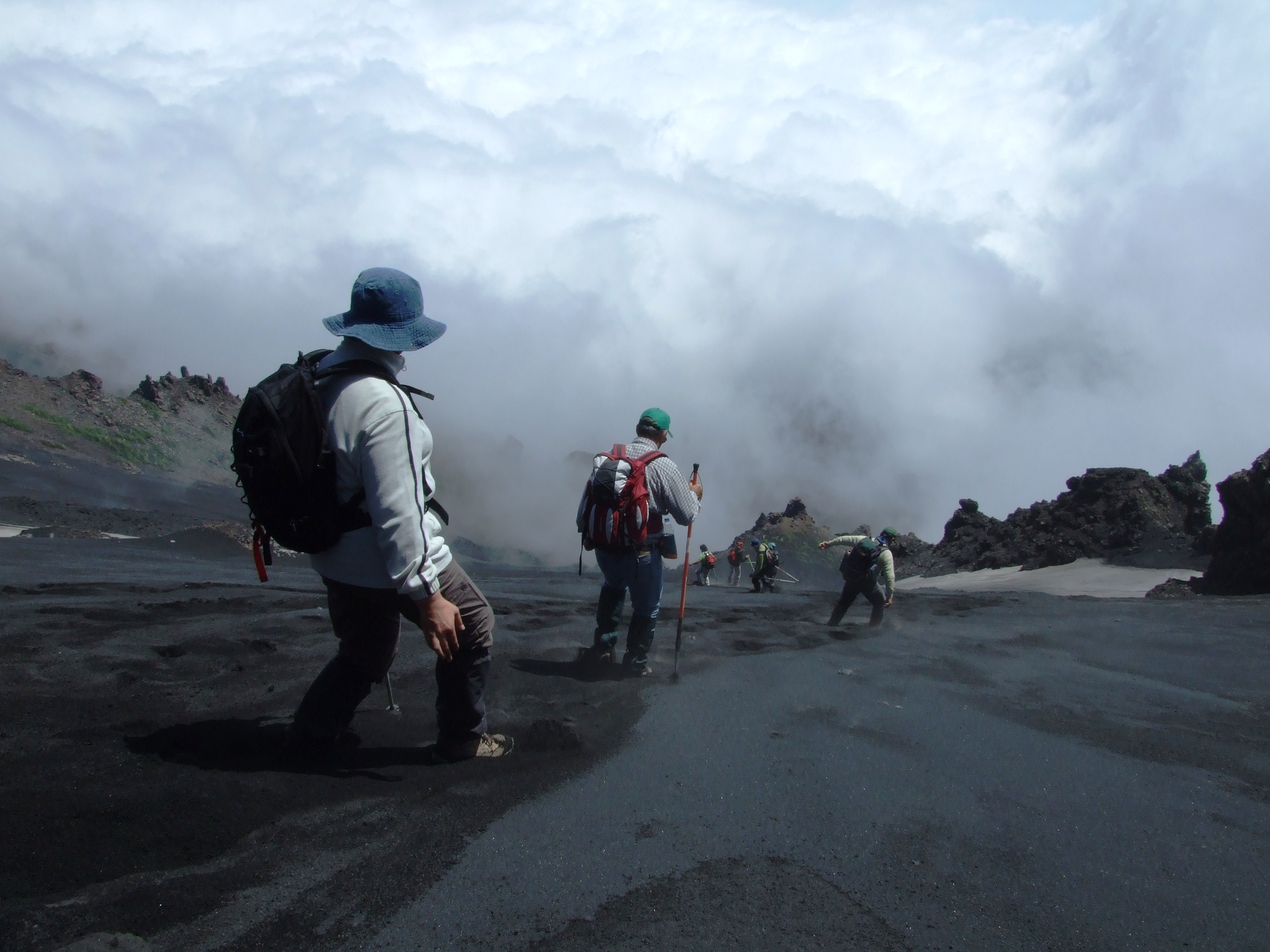
Abstieg über die Aschehänge des Ätna

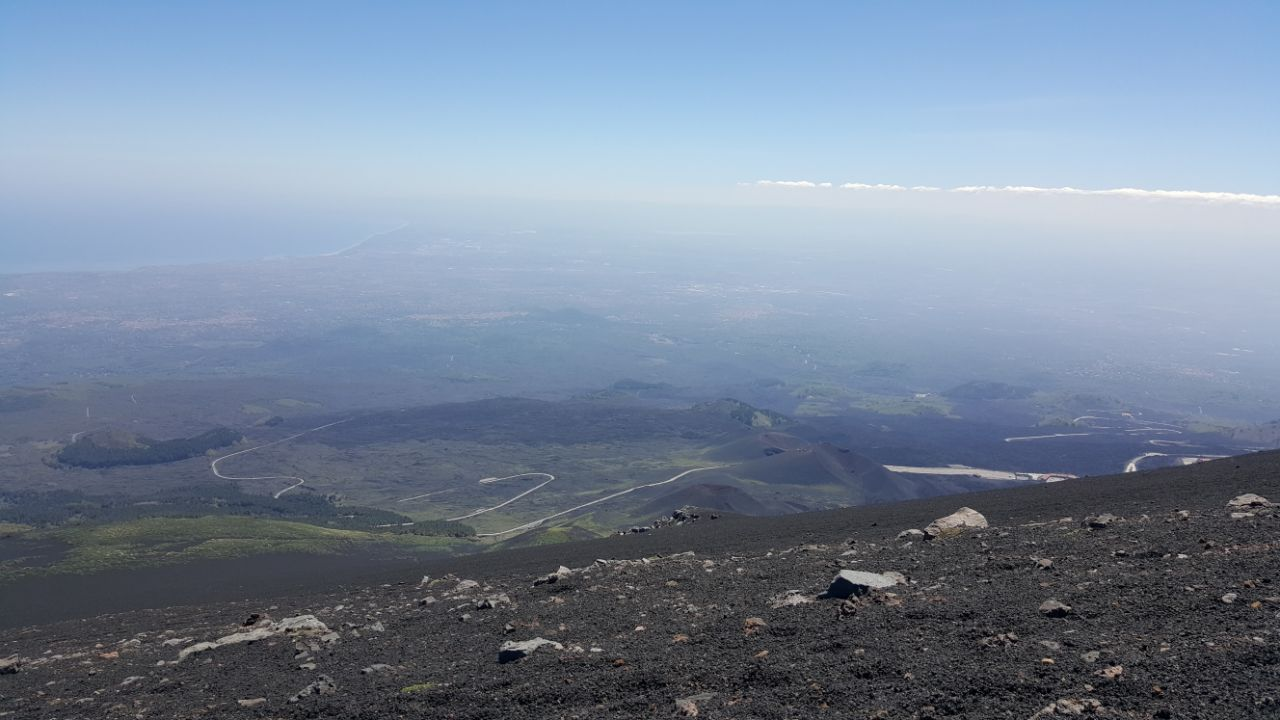
Blick vom Ätna Richtung Catania

Die Straße Strada dell’ Etna führt zu der von vielen Touristen frequentierten Station Rifugio Sapienza auf 1995 m s.l.m. Die Seilbahn, die von dort bis auf 2600 Meter fuhr, wurde durch den Ausbruch im Jahre 2002 zerstört. Seit August 2004 ist die Seilbahn Funivia dell’Etna in Betrieb. Sie führt von 2000 Meter bis etwa 2500 Meter Höhe; ab dort ist eine Weiterfahrt mit geländegängigen Bussen bis etwa 3000 Meter Höhe möglich.
Der Ätna kann per Eisenbahn umrundet werden. Von Catania aus führt eine rund 110 Kilometer lange Eisenbahnstrecke, die Ferrovia Circumetnea, fast rund um den Vulkan. Das Piano Provenzana an der Nordostseite des Ätna wird von Süden über die Ortschaften Milo und Fornazzo, von Norden über die Stadt Linguaglossa erreicht. Die dort befindliche Station Etna Nord wurde 2002 von der Lava vollständig überflutet und später wieder aufgebaut. Von Etna Nord (ca. 1800 m s.l.m.) fahren Geländebusse bis zum Osservatorio Vulcanologico („Vulkanologische Beobachtungsstation“) in 2800 Meter Höhe.

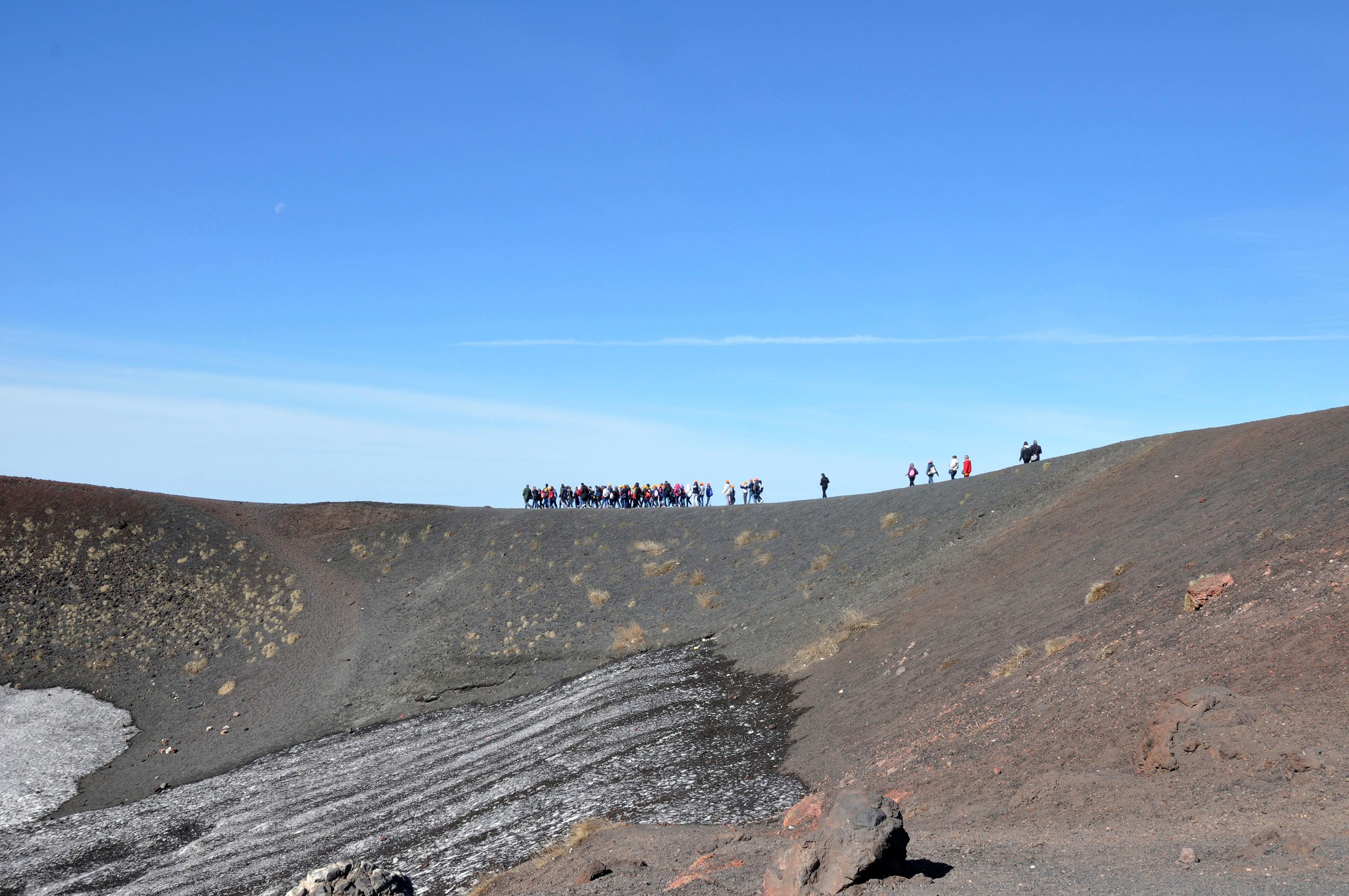
Touristen auf dem Weg rund um einen Krater, der bei einer Eruption des Ätna im Jahre 1892 entstand.
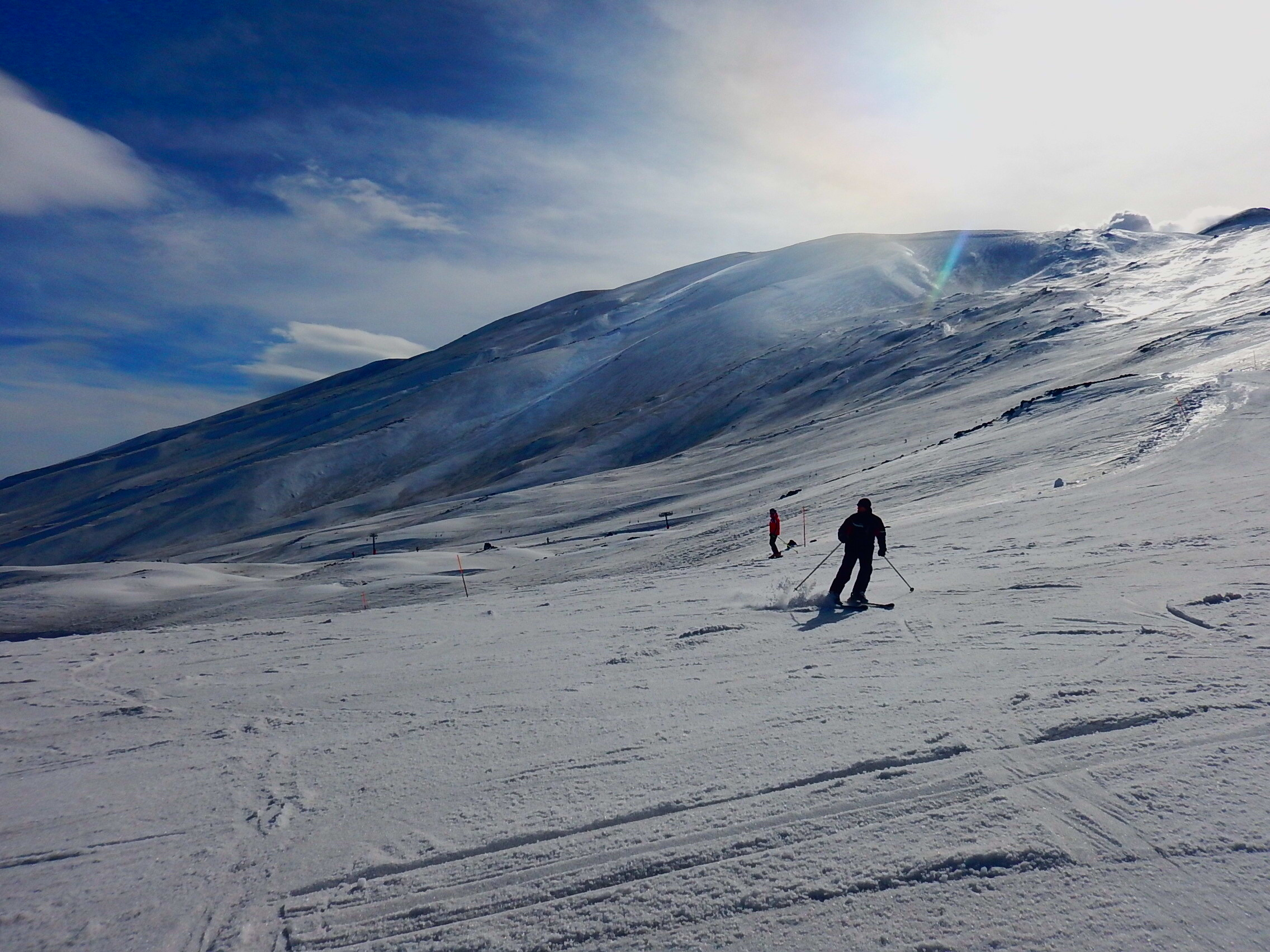
Wintersportgebiet bei Linguaglossa am Nordosthang des Ätna
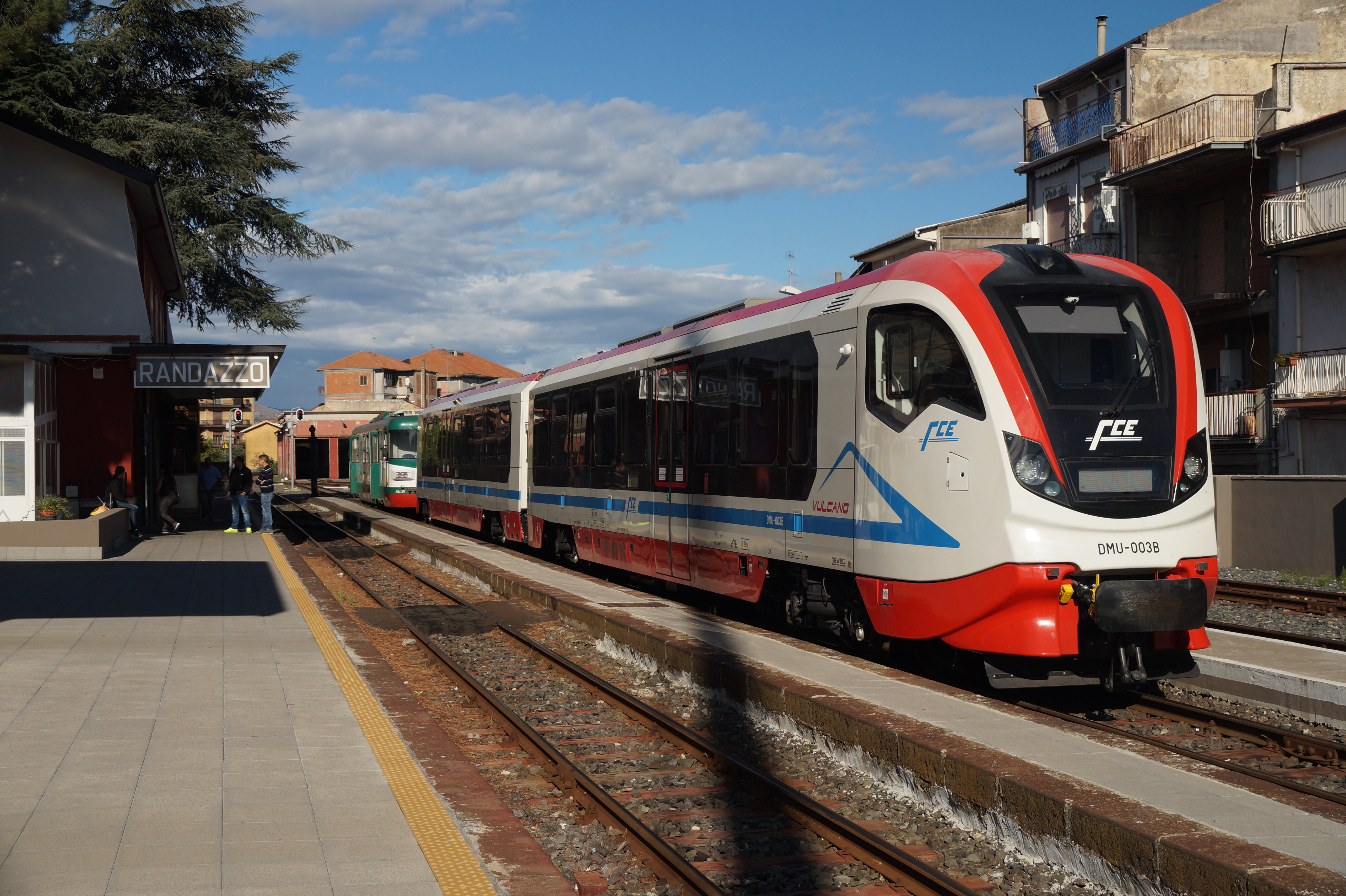
Ferrovia Circumetnea

## Landwirtschaft

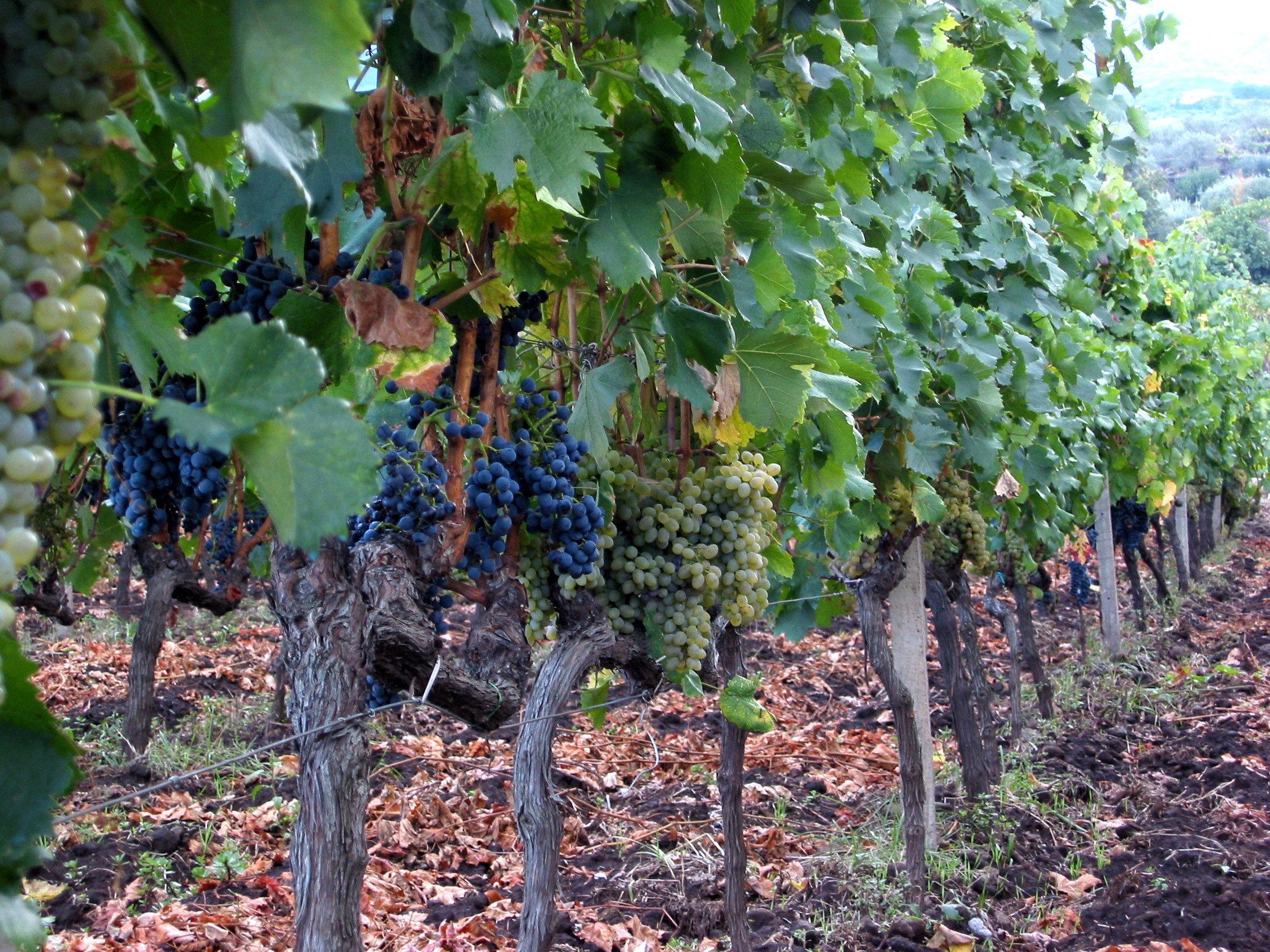
Weinanbau bei Castiglione di Sicilia

Die dicht besiedelte Landschaft um den Ätna ist durch die verwitternde Lava, die einen ausgeglichenen pH-Wert hat, äußerst fruchtbar. Aufgrund der enormen Höhe des Ätna folgen verschiedenste Vegetationsgürtel aufeinander. In den unteren Zonen bis etwa 1500 Meter wachsen Orangen-, Zitronen-, Oliven-, Feigen- und Pistazienbäume. Auch Getreidefelder und Weinberge gibt es dort.

## Naturpark

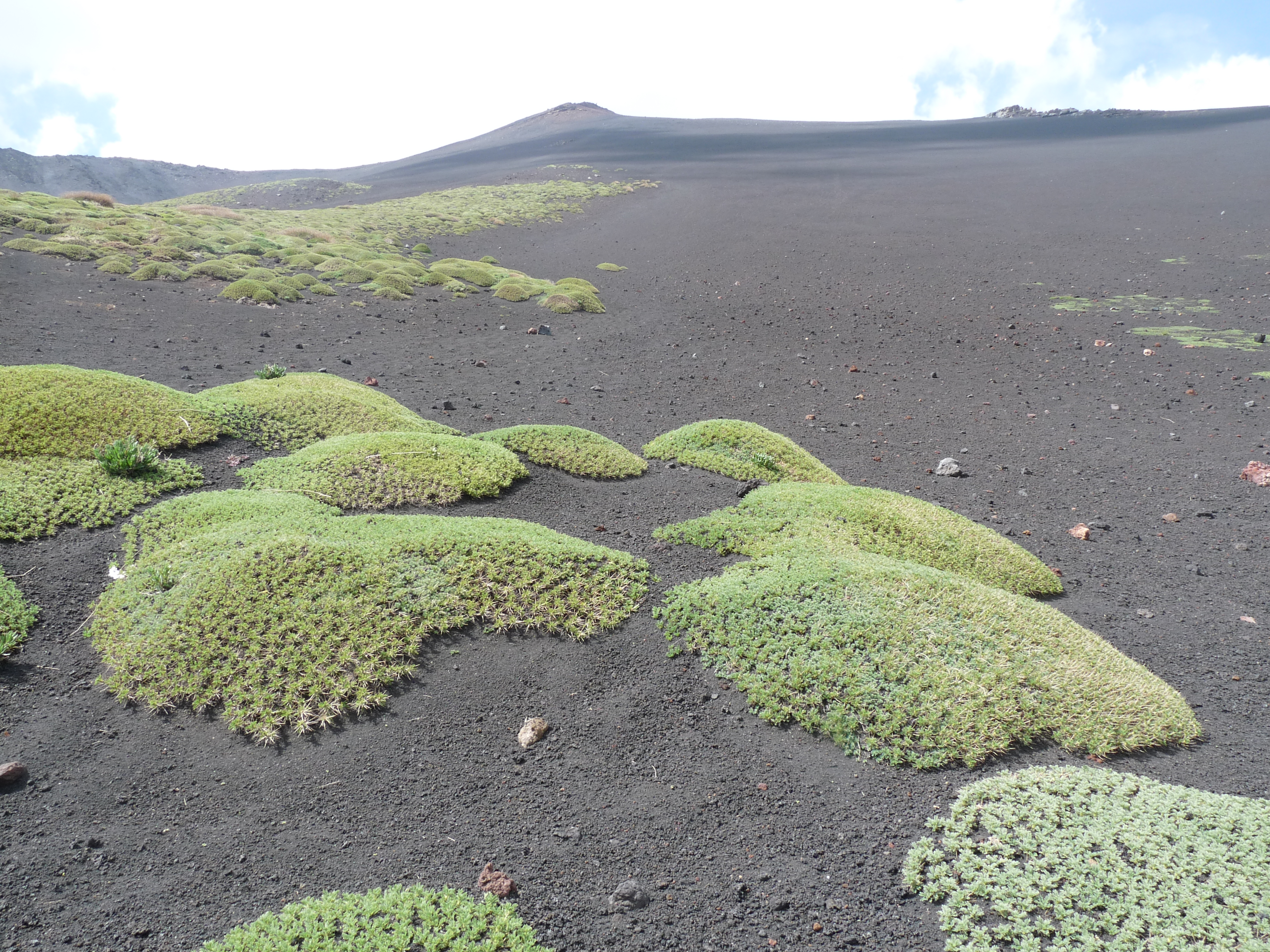
Astragalus siculus, eine auf Sizilien endemische Pflanze

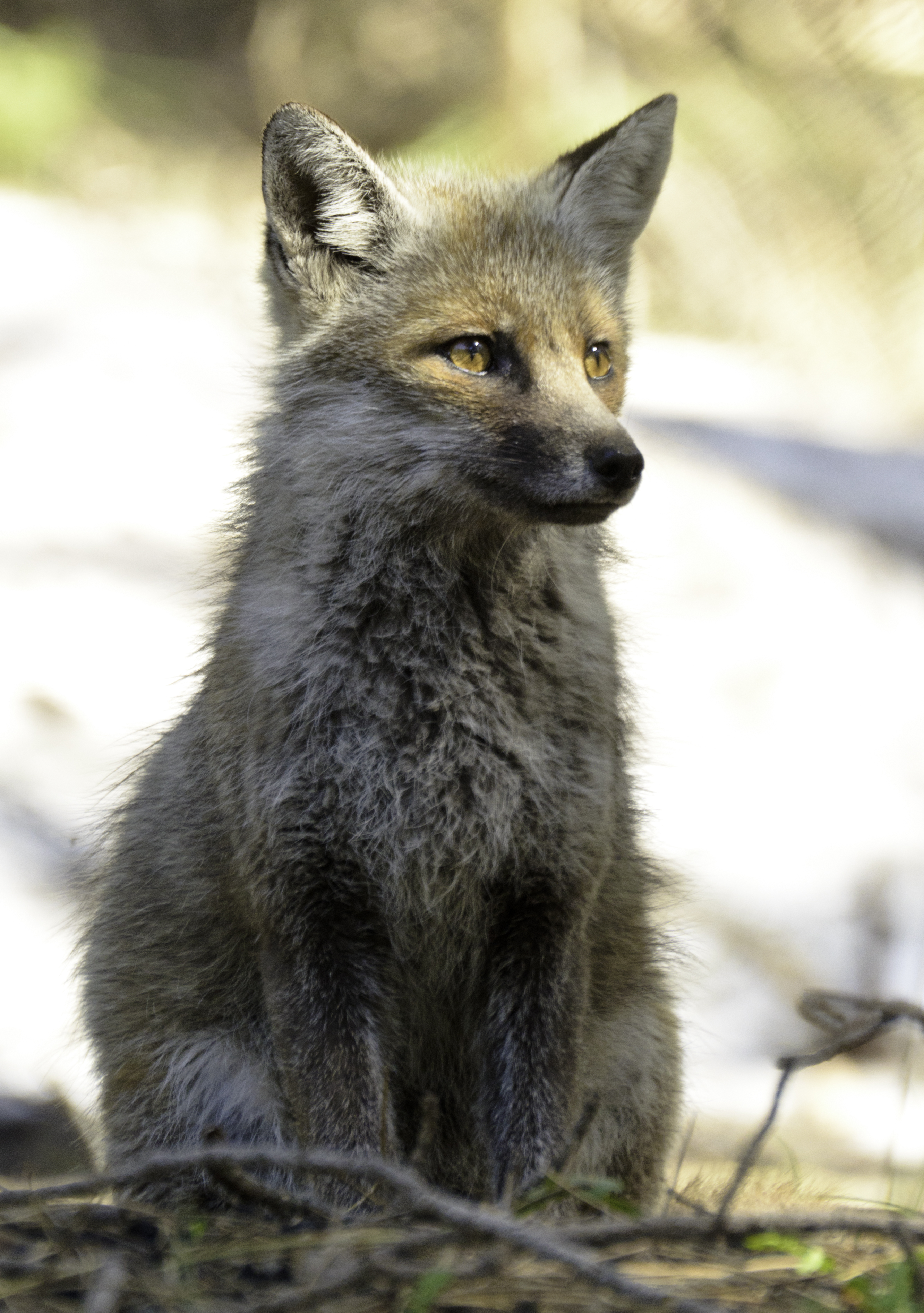
Junger Rotfuchs im Parco dell’Etna

Das von Lavastein geprägte und deshalb äußerst fruchtbare Gebiet rund um den Ätna besaß schon immer eine kaum zu vergleichende und in Europa in dieser Form einzigartige Tier- und Pflanzenwelt. Aufgrund der enormen Höhe des Ätna folgen verschiedenste Vegetationsgürtel aufeinander. Bis etwa 1500 Meter wird das Gebiet um den Vulkan landwirtschaftlich genutzt. Darüber erstreckt sich eine Waldzone bis etwa 2000 Meter. Buchen, Eichen, Birken, Kiefern und Kastanienbäume finden sich hier, und auch der typische Ätnaginster, der eine der ersten Pflanzen ist, die sich auf der verwitternden Lava ansiedeln. Bis etwa 2500 Meter folgt dann eine Zone mit Wacholder- und Sanddornsträuchern, Gräsern, Moosen und Flechten. Die höheren Zonen sind vegetationslos, im Gipfelbereich liegt einen Großteil des Jahres hindurch Schnee.
Durch die rasche Erschließung des Gebietes mit befestigten Straßen und mittels der Waldrodung sowie der uneingeschränkten Jagd in diesem Gebiet bestanden Sorgen um den Fortbestand dieses Lebensraums. Deshalb wurde 1987 auf einer Fläche von über 580 Quadratkilometern um den Ätna der Regionalpark Parco dell’Etna eingerichtet.

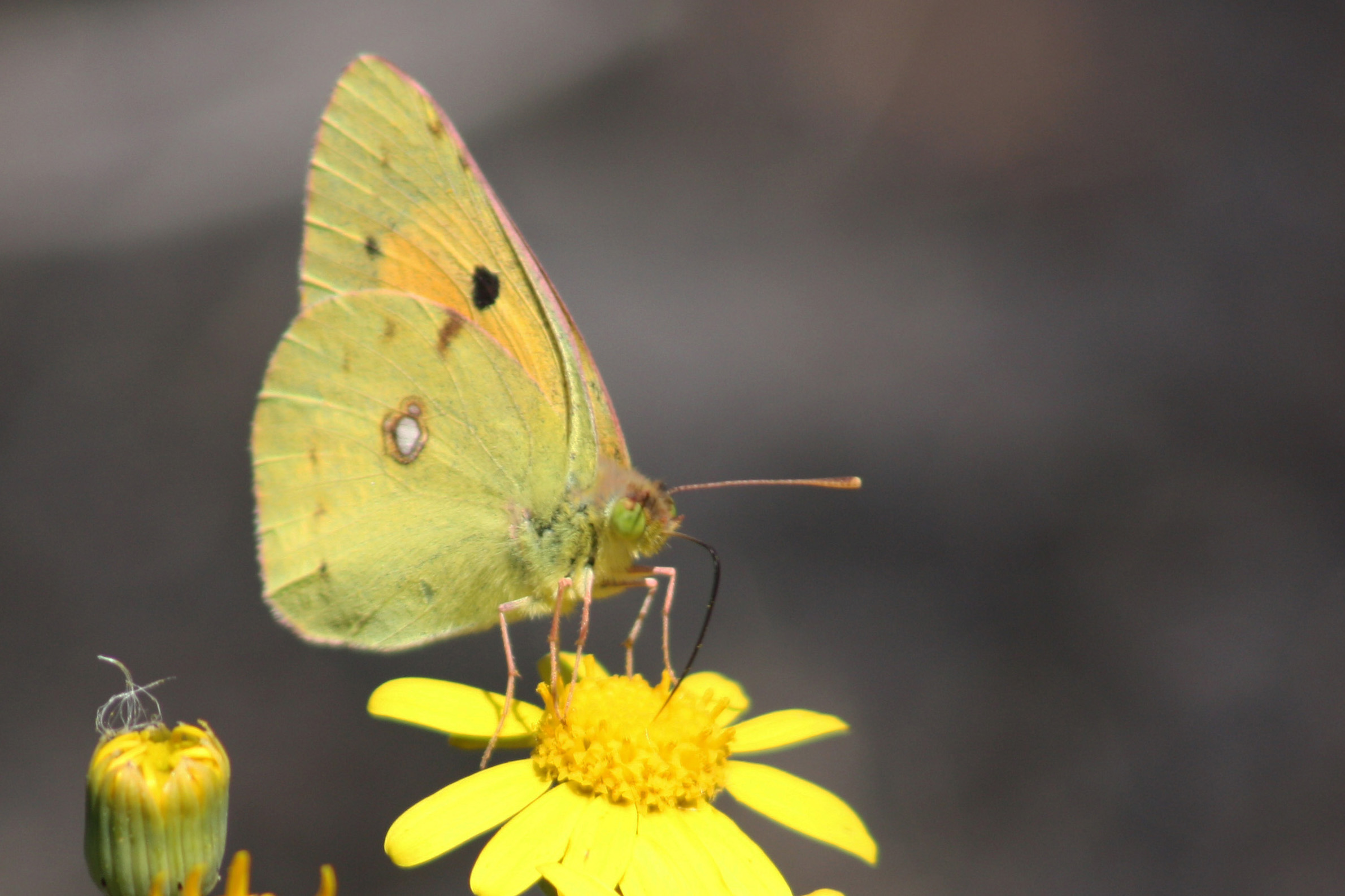
Postillon an den Nordhängen des Ätna
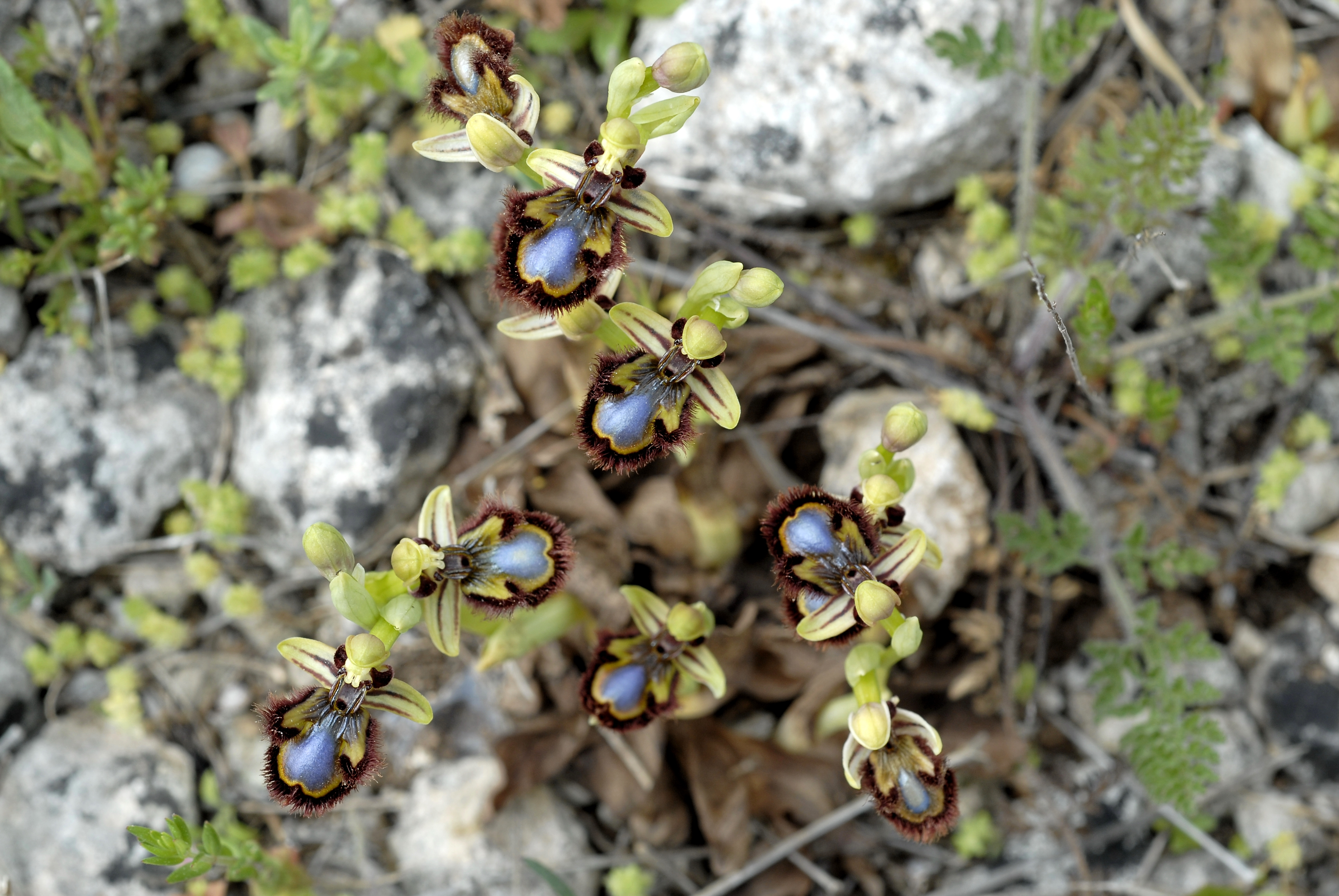
Spiegel-Ragwurz am Südhang des Ätna
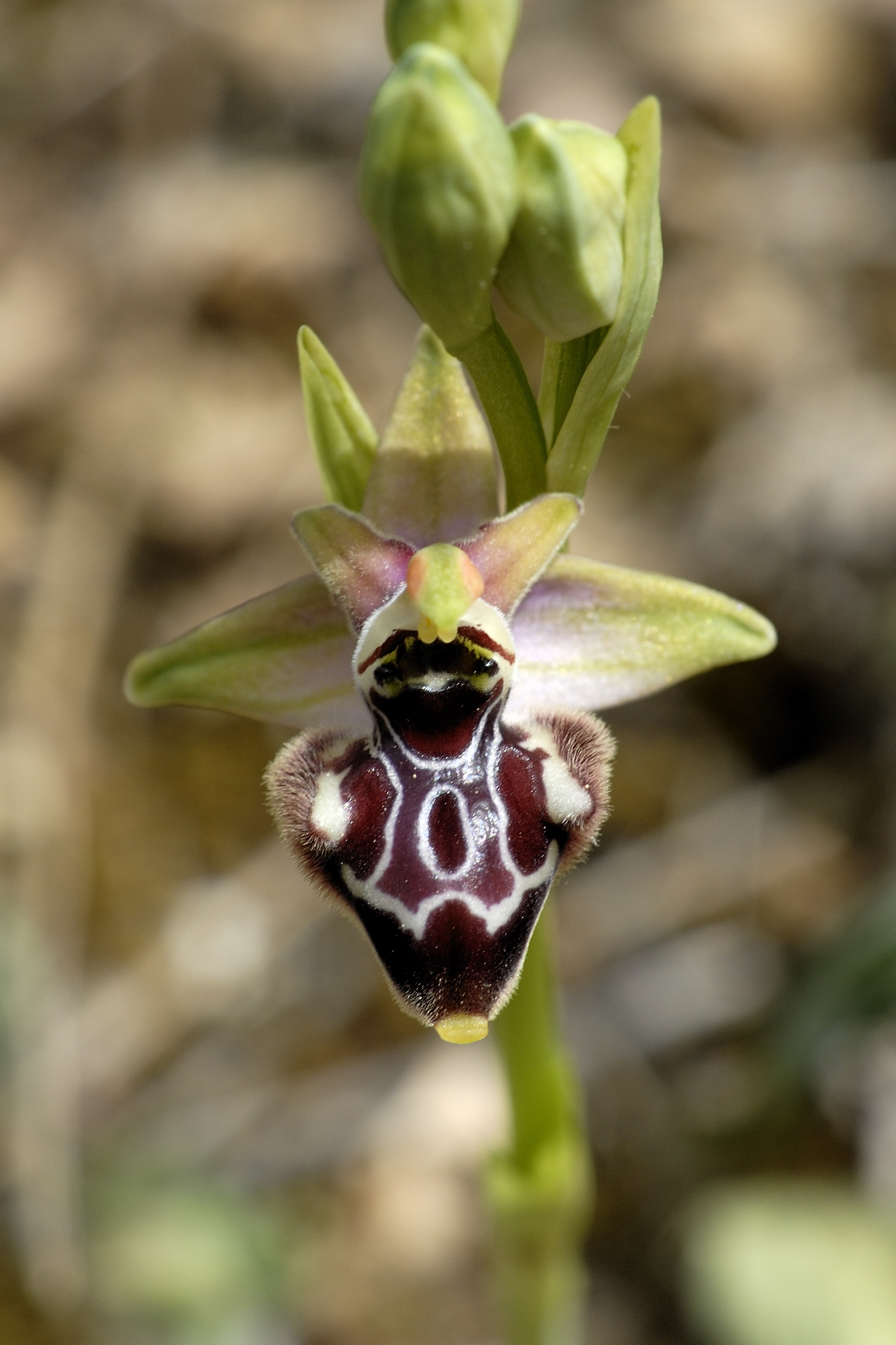
Schnabel-Ragwurz
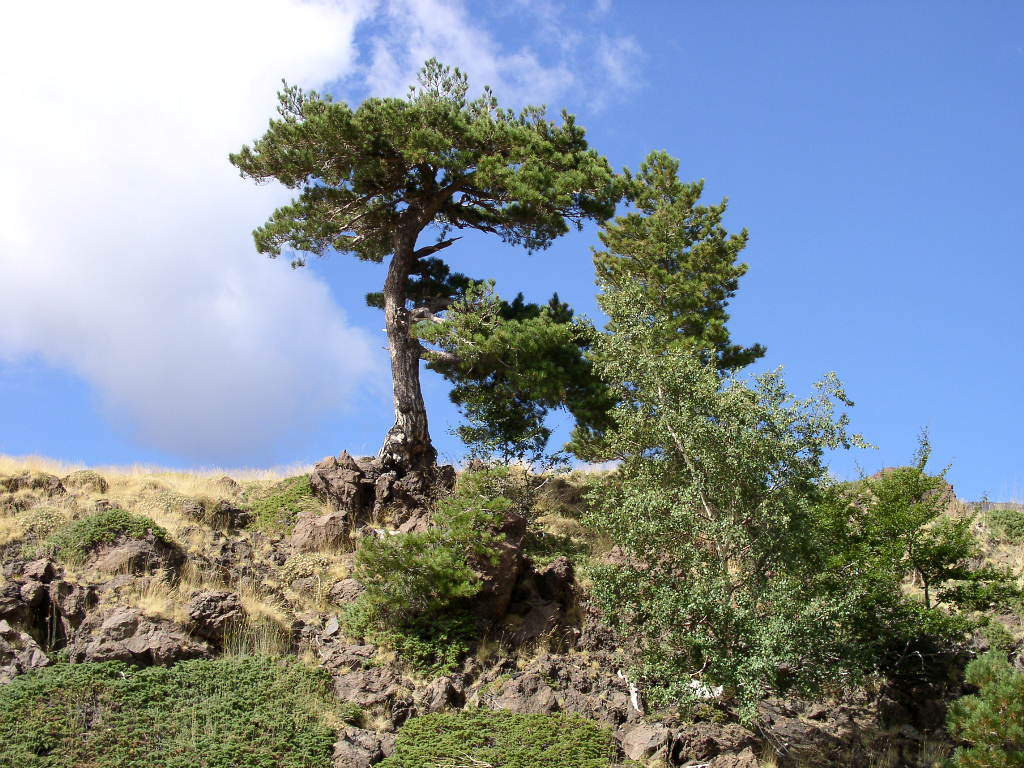
Schwarzkiefer am Ätna
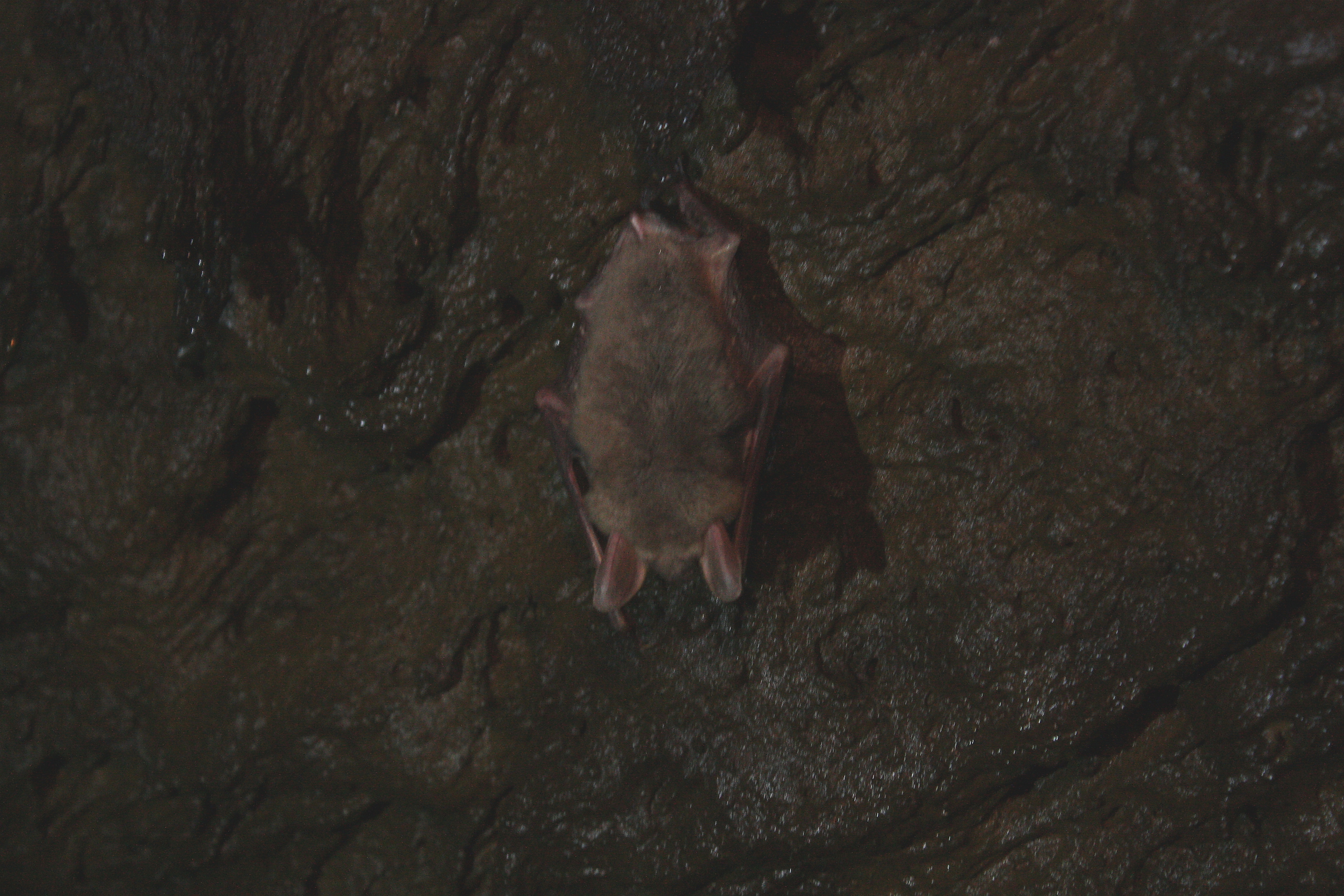
Großes Mausohr in der Grotta tre Livelli

## Mythologische Bedeutung
Der Ätna spielt eine wichtige Rolle in der griechischen und römischen Mythologie. So wurde er ebenso wie der Stromboli und der Vulcano – beide auf den Liparischen Inseln – als Arbeitsstätte der Kyklopen angesehen, die hier dem Gott Hephaistos bei seiner Schmiedearbeit halfen. Hephaistos bzw. seine römische Entsprechung Vulcanus galt als hässlichster Gott. Jedes Mal, wenn er vermutete, dass ihm seine Gattin Aphrodite (bzw. Venus) untreu war, soll er das Schmiedefeuer so stark geschürt haben, dass der Vulkan ausbrach. Auch das mythische Ungeheuer Typhon soll hier zu finden sein. Zeus soll den Typhon gebändigt haben, indem er den Ätna auf ihn warf und ihn darunter begrub. Einer anderen Sage nach hat sich Deukalion mit seiner Frau Pyrrha vor der Deukalionischen Flut auf den Ätna gerettet. Der griechische Philosoph Empedokles hat sich der Legende nach in den Krater des Ätna gestürzt, um sein Leben zu beenden. Gaius Iulius Hyginus berichtet, dass die Entführung von Persephone durch Hades am Ätna stattgefunden habe.
Auch später im Mittelalter war der Ätna ein häufiges Element der Sagenwelt. So taucht er in der Artussage als Paradies auf, häufiger gilt er jedoch als Ort der Verdammnis. Dementsprechend verlegt Dante im Inferno seiner Divina Comedia den Mongibello mit „der düsteren Schmiedewerkstatt des Vulkan“ in die Hölle, den Ort der Strafen. Mit letzterem steht der Berg in einer Traditionslinie im Hinblick auf die Wertung diverser Vulkane, vergleiche den Vulkan Hekla in Island. Es wird etwa vom Ätna berichtet, Dietrich von Bern sei am Ende seines Lebens in den Berg hineingeritten.
Einer anderen Sage nach schläft Kaiser Friedrich II. im Ätna. Diese Sage ist jedoch nur auf Sizilien verbreitet. In Deutschland schläft er je nach Version im Kyffhäuser, im Trifels oder im Untersberg. Allerdings gibt es auch Versionen, in welchen sein Großvater Kaiser Friedrich I., genannt Barbarossa, oder Karl der Große diese Rolle einnehmen.

## Der Ätna in der Literatur
Der griechische Dichter Pindar schildert in seinen Epinikia den Ätna:
„himmlische Säule […]

Der schneeige Ätna, das Jahr durch

Amme scharfen Gestöbers.

Lauterste Quellen aus seinen Schlünden des unnahbaren Feuers

Speit jener, indessen die Flüsse am Tag gießen aus den Glutenstrom des Rauchs.

In Nächten aber die Flamme wälzend,

Purpurne, trägt in des Meeres den tiefen Abgrund die Felsen tosend.“
Vergil schildert im 3. Gesang seiner Aeneis die Fahrt des Aeneas an der Küste Siziliens entlang und beschreibt in den Versen 571-587 den nächtlichen Anblick des Ätna.
Johann Wolfgang von Goethe, stets an Geologie interessiert, berichtet in seiner Italienischen Reise über den Ätna, wie auch über den Vesuv. Während er letzteren zweimal bis zum Krater bestieg, lag der Ätna noch im Schnee, weshalb er sich am 5. Mai 1787 auf die nördlich von Nicolosi gelegenen Vorkrater der Monti Rossi begab. Er berichtet:

„Catania, Sonnabend, den 5. Mai 1787.
[…] machten wir uns zeitig auf den Weg und erreichten, auf unsern Maultieren immer rückwärts schauend, die Region der durch die Zeit noch ungebändigten Laven. Zackige Klumpen und Tafeln starrten uns entgegen, durch welche nur ein zufälliger Pfad von den Tieren gefunden wurde... die Lavenmassen im Vordergrunde, den Doppelgipfel des Monte Rosso links, gerade über uns die Wälder von Nicolosi, aus denen der beschneite, wenig rauchende Gipfel hervorstieg. Wir rückten dem roten Berge näher, ich stieg hinauf: er ist ganz aus rotem vulkanischem Grus, Asche und Steinen zusammengehäuft. Um die Mündung hätte sich bequem herumgehen lassen, hätte nicht ein gewaltsam stürmender Morgenwind jeden Schritt unsicher gemacht; wollte ich nur einigermaßen fortkommen, so mußte ich den Mantel ablegen, nun aber war der Hut jeden Augenblick in Gefahr, in den Krater getrieben zu werden und ich hinterdrein. Deshalb setzte ich mich nieder, um mich zu fassen und die Gegend zu überschauen; aber auch diese Lage half mir nichts: der Sturm kam gerade von Osten her über das herrliche Land, das nah und fern bis ans Meer unter mir lag.“

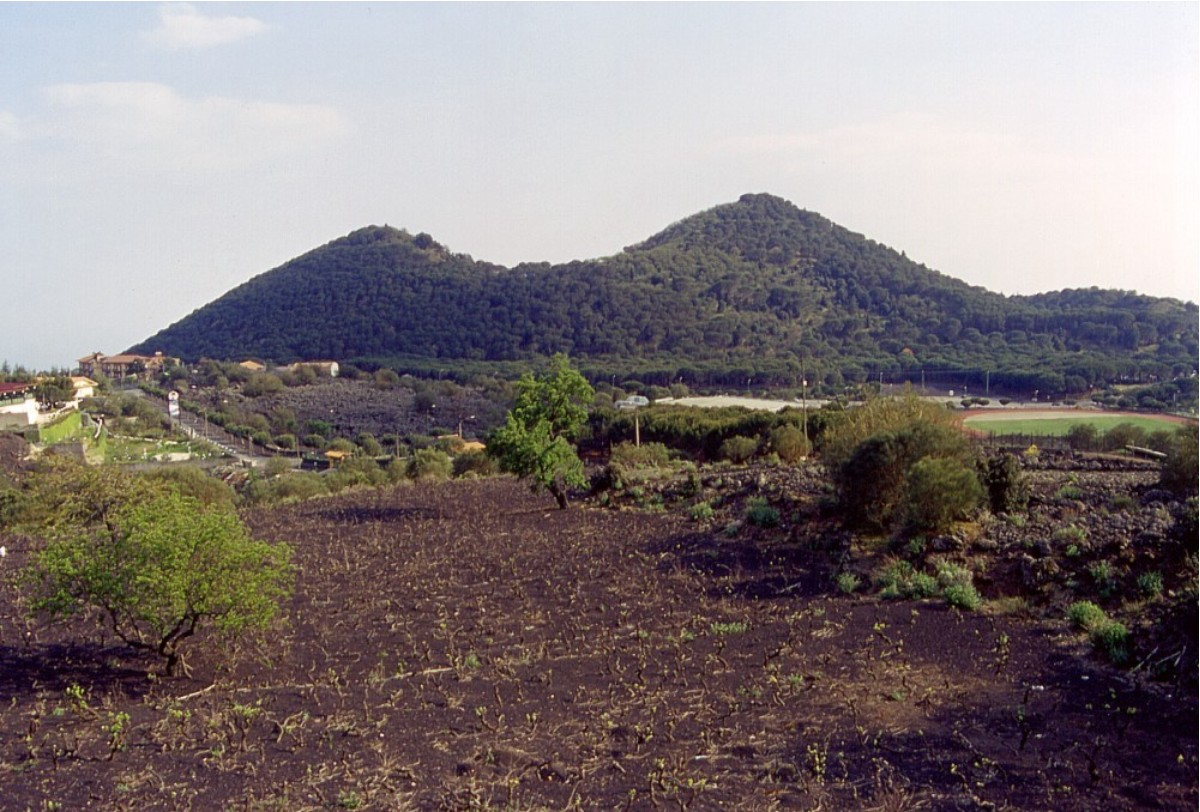
Die Monti Rossi

Der Architekt und Maler Karl Friedrich Schinkel bestieg den Ätna 1804:

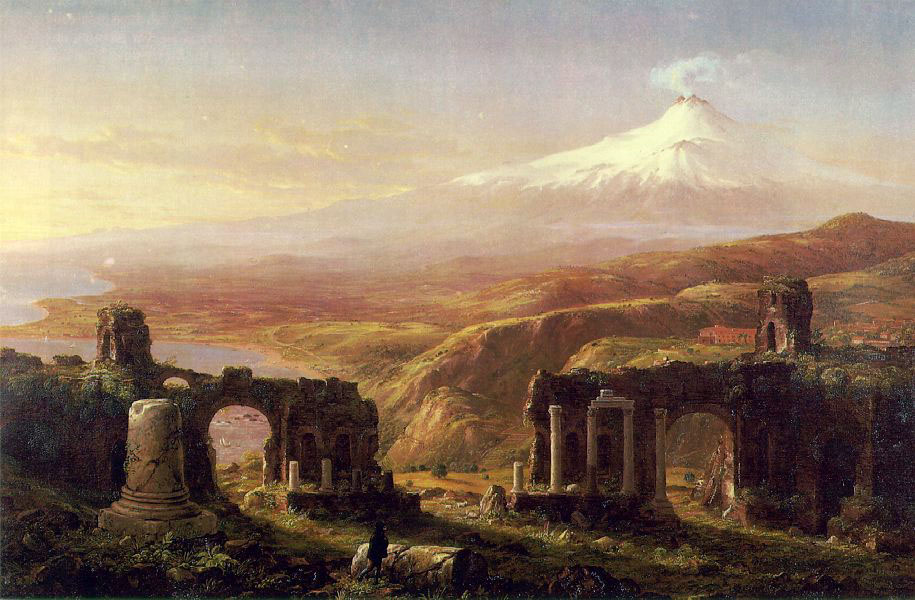
Thomas Cole: Blick auf den Ätna, im Vordergrund die Ruine des Antiken Theaters Taormina, 1843

„17. [Mai 1804] Hinaufgang zum Ätna. […] Noch vor Mitternacht weckte uns die Stimme des Führers auf den Weg zum Gipfel des Berges, den wir mit Aufgang der Sonne zu erreichen wünschten. […]Es verloren sich nach und nach die Bäume, die Schlacken hervorgefluteter Lava türmten sich mächtiger empor und ließen nur mit Vorsicht sich erklimmen. Tiefe Stille herrschte ringsum, nur in langen Pausen rief der Wolf aus unteren Wäldern herauf.[…] Die Sonne stieg empor, als wir die wenigen Trümmer des sogenannten Turms des Empedokles erreichten,[…] über alles beschwerlich ist der Weg zum Rande. Der Kegel ist glatt und mit einer Schneerinde umgeben, die bei jedem Schritt fallen macht. Die Annäherung war höchst empfindlich, ein Wind trieb den Schwefeldampf auf alle Seiten, es glückte uns nur auf wenige Minuten, die beiden Vertiefungen des Kraters zu übersehen. Ich habe den des Vesuvs bei weitem größer und imposanter gefunden. Der Ätna, der 36 kleinere Vulkane um sich zählt, bleibt oft bei Eruptionen am Gipfel vollkommen ruhig, da beim Vesuv die Eruption mit einem heftigen Feuer des Kraters begleitet ist.“